# Pianta carnivora

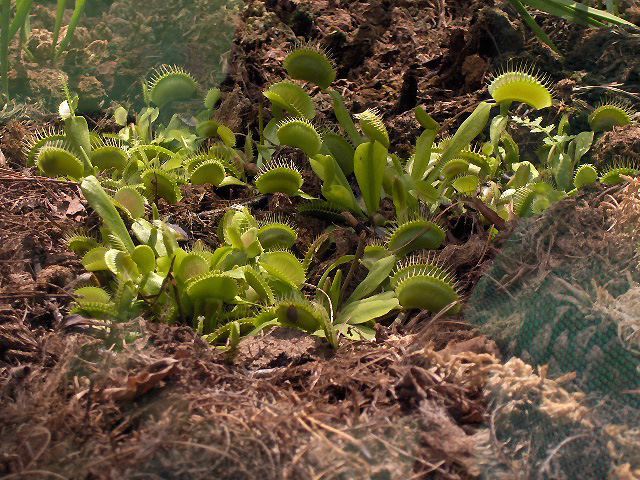
Venere acchiappamosche (dionaea muscipula), tipica pianta carnivora

Le piante carnivore (o piante insettivore) sono piante che intrappolano e consumano protozoi e animali, specialmente insetti e altri artropodi, in modo da ottenere i nutrienti essenziali per la loro crescita.
Tale singolare caratteristica è il risultato di un adattamento ad ambienti quali paludi, torbiere o rocce affioranti, in cui il suolo, a causa della forte acidità, è scarso o completamente privo di nutrienti e, in particolare, d'azoto, che viene così integrato dalla pianta attraverso la digestione delle proteine animali.
Il primo a scrivere un trattato sulle piante carnivore fu Charles Darwin nel 1875.
Esistono circa 600 specie di piante carnivore diffuse in tutto il mondo distribuite in circa 12 generi e 5 famiglie.
In aggiunta alle citate, esistono in natura anche circa trecento specie di piante protocarnivore, divise in diversi generi, che possiedono alcune ma non tutte le caratteristiche per essere considerate vere carnivore.

## Caratteristiche generali
Le piante carnivore sono delle piante erbacee, che in risposta alla carenza di nutrienti propria del loro habitat, si sono adattate a ricavare le sostanze nutritive dalla digestione delle proteine degli animali. Questi vengono catturati per mezzo di trappole efficienti che derivano generalmente da foglie modificate.
Il primo a coniare il termine di "pianta carnivora" fu Francis Ernest Lloyd nel 1942, mentre prima (e in alcuni casi ancora oggi) veniva utilizzato il termine di piante insettivore. Poiché queste piante non si nutrono soltanto di insetti, ma anche di altri artropodi o di altri piccoli animali, si è ritenuto fosse più corretto utilizzare il termine di piante carnivore.
Vivono in ambienti estremi come le torbiere e in suoli acidi e privi di calcio, con una bassissima concentrazione di sostanze nutritive quali azoto, fosforo o potassio.
Le piante carnivore presentano delle radici piuttosto piccole in relazione alle dimensioni delle piante. Questo è dovuto al fatto che la pianta spende più energia nello sviluppo delle trappole e nella produzione degli enzimi digestivi, piuttosto che accrescere la biomassa radicale. In questo modo il compito di assorbire l'azoto e gli altri nutrienti è affidato alle foglie piuttosto che alle radici.
Sono generalmente piante perenni, sebbene ne esistano anche di annuali. Molte vivono solo per pochi anni, mentre altre possono formare delle colonie per mezzo della formazione di stoloni.
Sono delle deboli competitrici nei confronti delle altre piante. Se, per esempio, il loro habitat subisce dei drastici cambiamenti, come l'essiccamento, vengono prontamente rimpiazzate dalle piante non carnivore, molto più efficienti nel compiere la fotosintesi in ambienti "normali" rispetto alle carnivore.

## Meccanismi di intrappolamento
Le piante carnivore hanno sviluppato cinque diversi tipi di trappole per la cattura degli organismi di cui si nutrono. Queste sono:
- Trappole ad ascidio: le prede vengono intrappolate all'interno di una foglia a forma di caraffa, contenente enzimi digestivi e/o batteri;
- Trappole adesive: la cattura avviene tramite una mucillagine collosa secreta dalle foglie;
- Trappole a scatto o a tagliola: in seguito al rilevamento di una possibile preda per mezzo di parti sensibili, un rapido movimento delle foglie la immobilizza al loro interno;
- Trappole ad aspirazione: la preda viene risucchiata da una struttura simile ad una vescica, l'utricolo, al cui interno si genera un vuoto di pressione;
- Trappole a nassa: presentano dei peli che dirigono forzatamente la preda all'interno dell'organo digestivo.

Queste trappole possono essere classificate anche come attive o passive, in base alla partecipazione della pianta alla cattura. Ad esempio, le piante di Triphyophyllum mostrano una trappola adesiva passiva, che secerne mucillagine ma non è accompagnata da un movimento o sviluppo delle foglie in risposta alla cattura della preda. Al contrario le trappole adesive delle piante del genere Drosera, sono considerate attive per la presenza di foglie che, con una rapida crescita cellulare, avvolgono la preda favorendone la digestione.
È interessante notare come i diversi tipi di trappola siano specializzati nella cattura di diversi tipi di prede: le piante con trappole adesive catturano piccoli insetti volanti, quelle con trappola ad ascidio sono in grado di predare insetti volanti di maggiori dimensioni, mentre la trappola a tagliola è adatta a catturare insetti del suolo di dimensioni relativamente grandi.

### Trappola ad ascidio

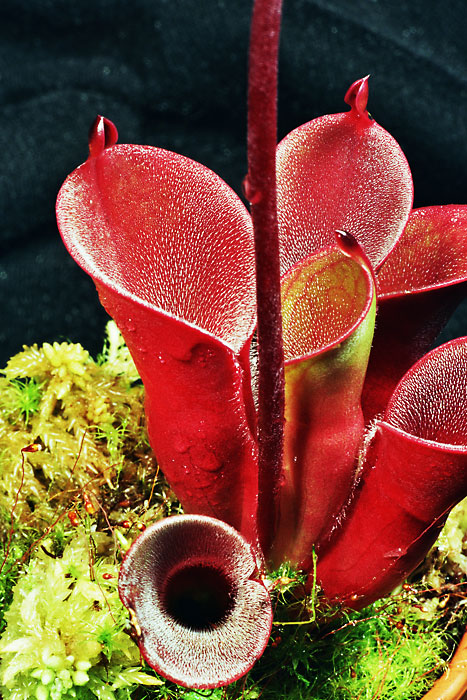
Heliamphora pulchella: da notare i suoi piccolissimi opercoli a forma di campanella e i peli che ricoprono la superficie interna dell'ascidio

Questi tipi di trappole si sono evolute in modo indipendente almeno in quattro occasioni. Le più semplici sono probabilmente quelle del genere Heliamphora: in queste piante le trappole sono chiaramente il risultato di una modificazione delle foglie che hanno subito un arrotolamento con saldatura fra i margini.
Queste piante sono originarie delle aree sudamericane ad intensa precipitazione e, di conseguenza, devono assicurarsi che l'ascidio non venga riempito eccessivamente dall'acqua piovana. Per risolvere il problema, la selezione naturale ha favorito l'evoluzione di uno scarico, simile a quello di un lavandino: un piccolo varco tra i margini fogliari incernierati che permette all'acqua in eccesso di fluire all'esterno dell'ascidio.
Heliamphora è un membro delle Sarraceniaceae, una famiglia del Nuovo Mondo cui appartengono altri due generi di piante carnivore: Sarracenia, endemica della Florida, e Darlingtonia, originaria della California. La Sarracenia purpurea subsp. purpurea ha una distribuzione più estesa, spingendosi fino in Canada.

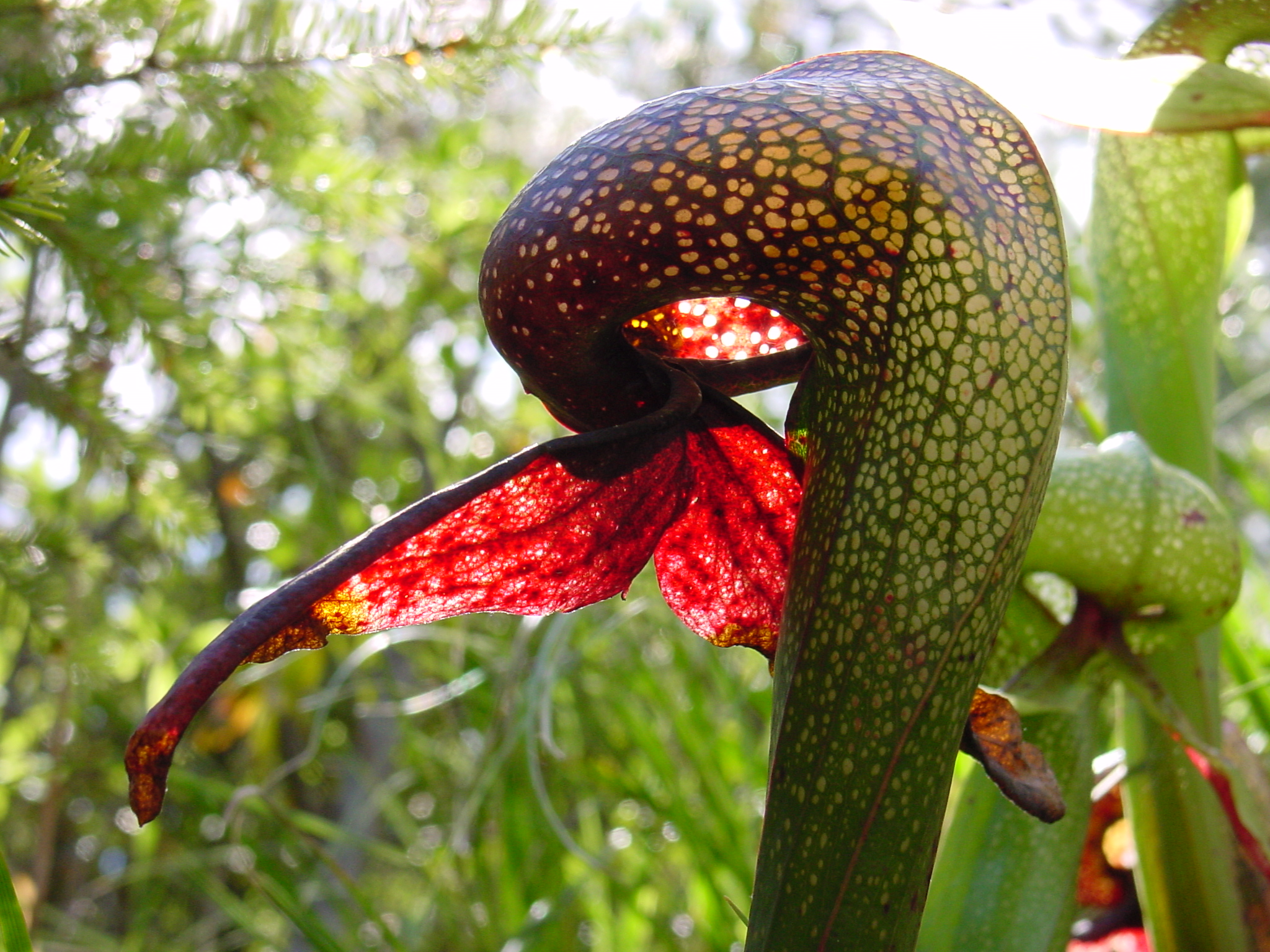
Darlingtonia californica: da notare la piccola entrata nella regione inferiore dell'opercolo, le cui finestre traslucide confondono la preda che, convinta di uscire, è invece intrappolata all'interno dell'ascidio

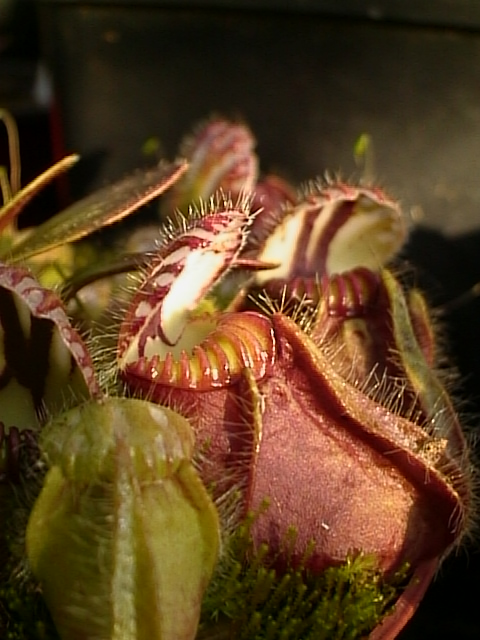
Ascidi di Cephalotus follicularis

Nel genere Sarracenia, il problema dell'eccessivo riempimento dell'ascidio viene risolto per mezzo della presenza di un opercolo: un'espansione della foglia che copre l'apertura del tubo, proteggendolo dalla pioggia. Probabilmente a causa di questo migliore riparo dall'acqua, le specie di Sarracenia riescono a secernere degli enzimi, come proteasi e fosfatasi, nel fluido digestivo nel fondo dell'ascidio, mentre le Heliamphora si affidano soltanto ad una digestione batterica. Questi enzimi digeriscono le proteine e gli acidi nucleici della preda, rilasciando amminoacidi e ioni fosfato, che vengono assorbiti dalla pianta.
La pianta cobra (Darlingtonia californica) possiede un adattamento presente anche nella Sarracenia psittacina e in minor misura anche nella Sarracenia minor: l'opercolo è un rigonfiamento che chiude in parte l'apertura dell'ascidio. La sua cavità è puntellata da areole che, prive di clorofilla, permettono alla luce di penetrare all'interno del tubo. Attraversando l'apertura posta nella regione inferiore dell'opercolo, gli insetti (in particolare le formiche), una volta all'interno, tentano di scappare utilizzando questa falsa uscita, fino a quando non cadono all'interno del tubo digestivo. Anche alcune giovani plantule di Sarracenia possiedono un lungo e sporgente opercolo; si ritiene quindi che la Darlingtonia rappresenti un caso di neotenia.
Il secondo maggior gruppo di piante ad ascidio è rappresentato dal genere Nepenthes, le cui circa 100 specie possiedono degli ascidi sostenuti dalla parte finale di un viticcio che si sviluppa come un'estensione della nervatura principale della foglia. Molte specie cacciano insetti, sebbene le più grandi, ed in particolare la Nepenthes rajah, catturino occasionalmente piccoli mammiferi e rettili. Questi contenitori rappresentano infatti un'attraente fonte di cibo per piccoli insettivori. Per evitare catture accidentali la Nepenthes bicalcarata possiede due spine acuminate che proietta dalla base dell'opercolo verso l'entrata dell'ascidio e con le quali cerca di proteggersi dalle incursioni di questi mammiferi. Questa tesi, però, non è accettata da tutti i ricercatori.

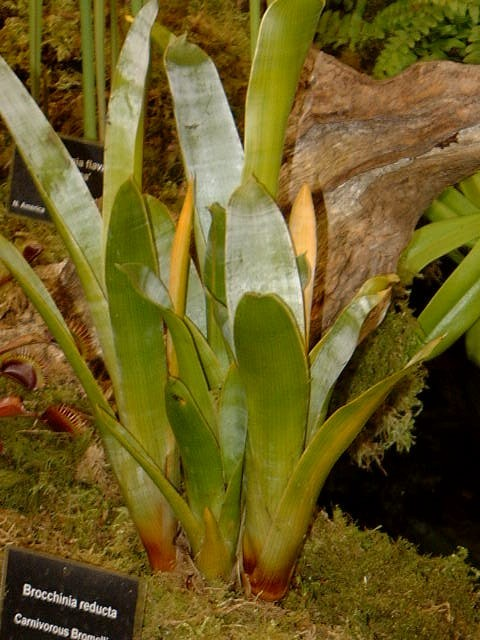
Brocchinia reducta

Le trappole ad ascidio si sono evolute almeno in altri due gruppi. Cephalotus follicularis è una piccola pianta carnivora dell'Australia occidentale con ascidio a forma di mocassino. In questa specie il peristoma, l'orlo che borda l'apertura dell'ascidio, è particolarmente pronunciato, secerne del nettare ed è provvisto di sporgenze spinose nell'apertura che impediscono agli insetti intrappolati di fuoriuscire. La parete di molte piante con ascidi è coperta da uno strato ceroso, scivoloso per gli insetti che vengono spesso attratti dal nettare secreto dal peristoma e dalla brillante colorazione antocianina, simile a quella dei fiori. Nella Sarracenia flava, il nettare è corretto con la coniina, un alcaloide tossico presente anche nella cicuta, che probabilmente incrementa l'efficienza della trappola intossicando la preda stessa.
Un'altra carnivora con trappola ad ascidio è la Brocchinia reducta. Questa bromeliacea possiede, come l'ananas, un'urna formata da foglie cerose strettamente riunite alla base. In molte bromeliacee, l'acqua penetra e ristagna all'interno dell'urna che diventa habitat per rane, insetti e batteri azotofissatori di grande importanza per la pianta. Nella Brocchinia, l'urna si è specializzata come trappola per insetti, contenente una popolazione di batteri digestivi ed un rivestimento ceroso interno.

### Trappola adesiva

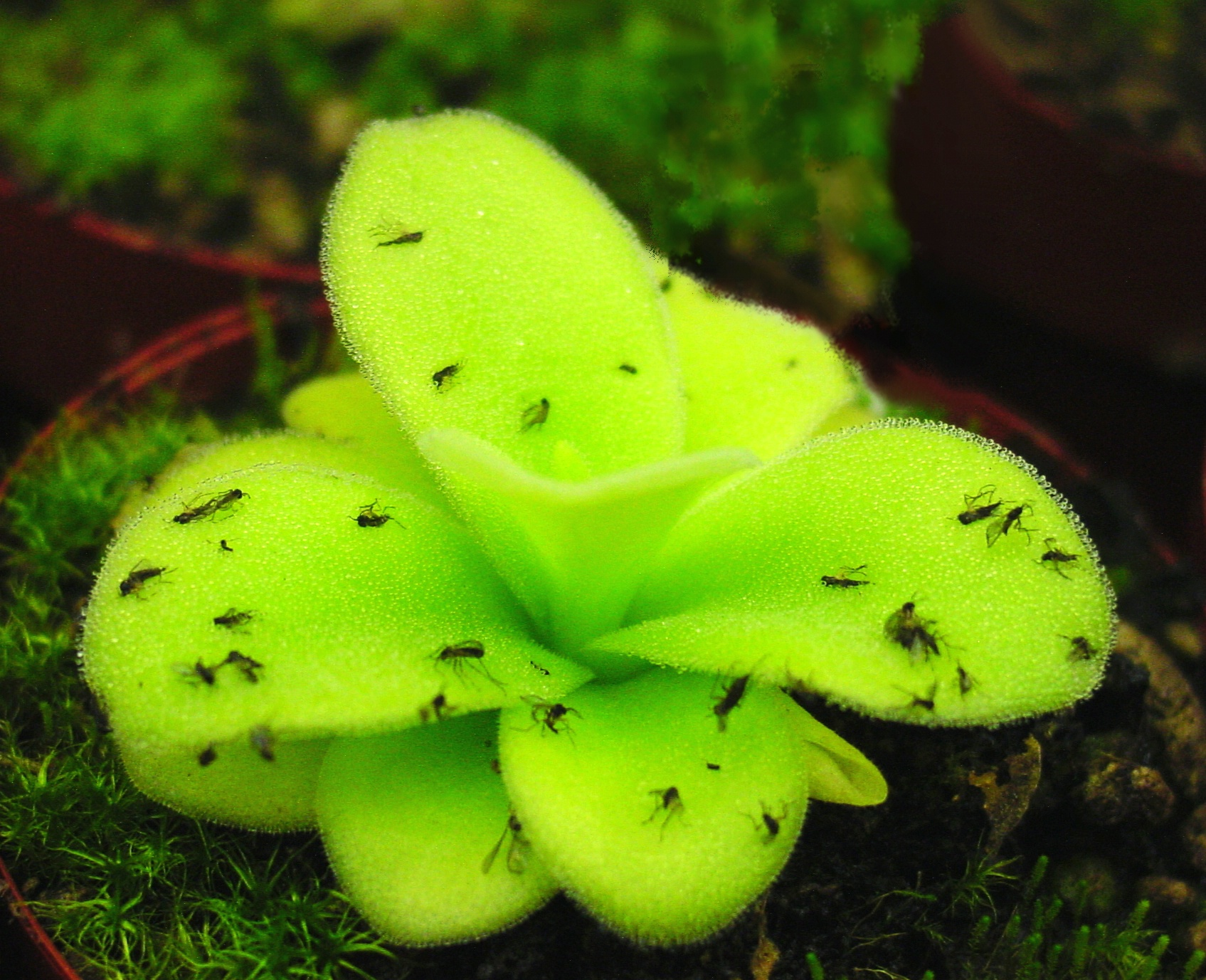
Pinguicula gigantea: le foglie sono coperte da ghiandole produttrici di mucillagine che servono alla pianta per catturare piccoli insetti

Le trappole adesive sono quelle in cui il meccanismo di intrappolamento si basa sulle proprietà collose di una mucillagine secreta da apposite ghiandole presenti nelle foglie. Queste ghiandole possono essere piccole e praticamente invisibili a occhio nudo (come quelle del genere Pinguicula) oppure lunghe e, in alcuni casi, mobili (come nel genere Drosera). Le trappole adesive si sono evolute indipendentemente almeno cinque volte nelle varie piante che le posseggono.
Nel genere Pinguicula, le ghiandole sono brevi e sessili. Le foglie lucenti non fanno apparire queste piante particolarmente carnivore, ma in realtà sono di fatto delle trappole estremamente efficaci per la cattura di piccoli insetti volanti (come i moscerini dei funghi), rispondendo alla cattura con una crescita relativamente rapida. Questo sviluppo tigmotropico può produrre un arrotolamento della lamina fogliare (per evitare che la pioggia faccia scivolare via la preda dalla superficie della foglia) od un infossamento della superficie sotto la preda (per formare un pozzo digestivo poco profondo). 

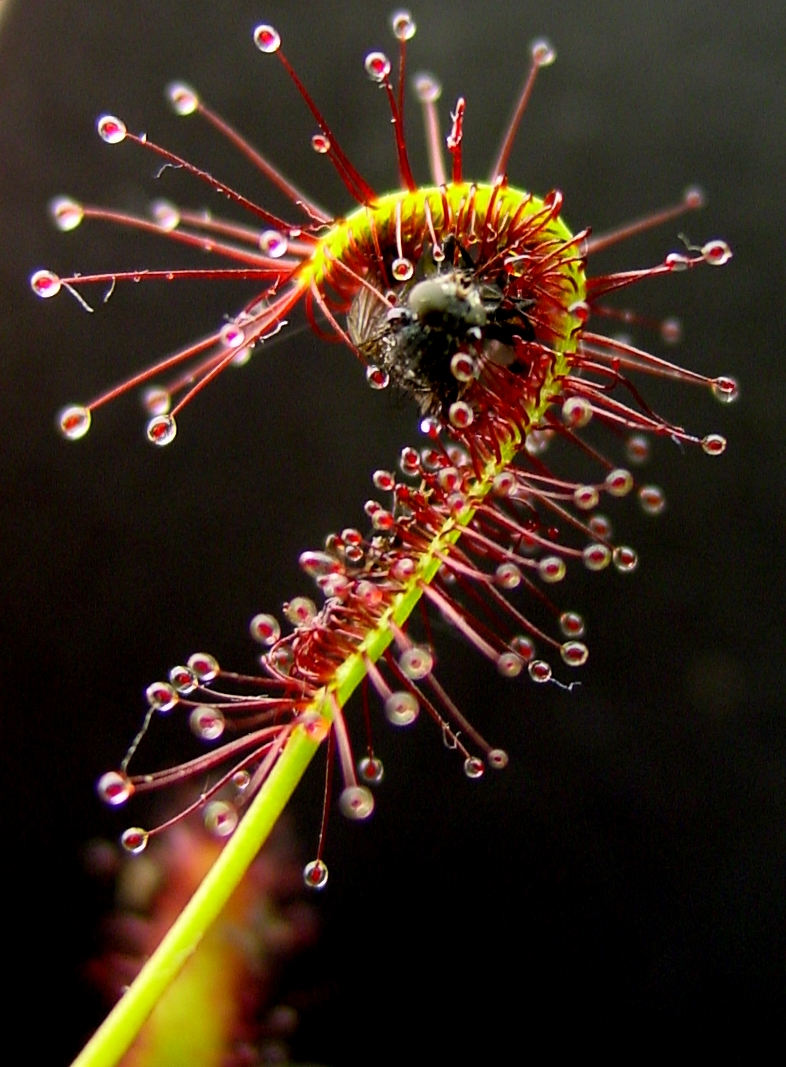
Una foglia di Drosera capensis si piega dopo aver catturato un insetto

Il genere Drosera comprende oltre 100 specie con trappole adesive attive, le cui ghiandole sono poste all'estremità di lunghi tentacoli che si muovono abbastanza rapidamente in risposta alla avvenuta cattura della preda. I tentacoli di Drosera burmanni sono capaci di curvarsi di 180º in quasi solo un minuto. Le Drosera sono estremamente cosmopolite e sono state rinvenute in tutti i continenti, ad eccezione dell'Antartide. In Italia vivono tre specie, D. rotundifolia, D. intermedia e D. anglica, più facilmente rintracciabili nell'arco alpino o prealpino. La loro maggiore diversità si ha in Australia, la patria del grande sottogruppo delle drosere pigmee, come Drosera pygmaea, e di specie tuberose come Drosera peltata, che forma dei tuberi per sopravvivere ai caldi e secchi mesi estivi. Queste specie sono molto dipendenti dalla fonte di azoto rappresentata dagli insetti e generalmente sono prive di quegli enzimi, come la nitrato reduttasi, richiesti dalle piante per trasformare l'azoto del suolo in una forma organica assimilabile.

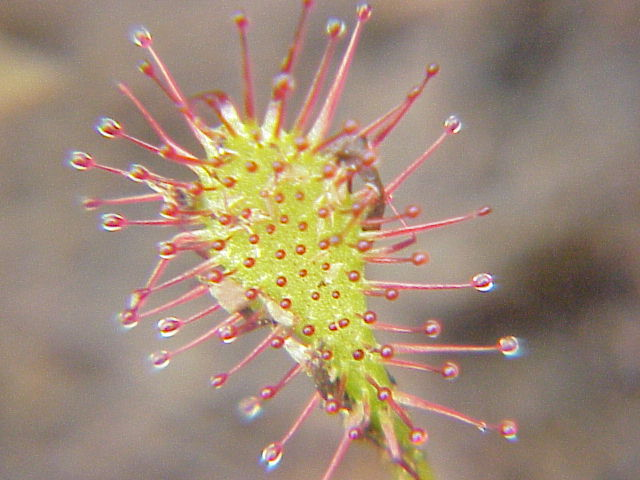
Visione ingrandita dei tentacoli adesivi di Drosera intermedia

Affine a Drosera è il genere Drosophyllum, che differisce per la modalità passiva di cattura: le foglie sono incapaci di rapidi movimenti o di crescere in risposta all'intrappolamento. Simili per comportamento, ma non imparentate con Drosophyllum, sono le piante del genere Byblis. Drosophyllum può essere considerata un'eccezione tra le piante carnivore in quanto cresce in condizioni quasi desertiche, mentre tutte le altre sono tipiche delle paludi o delle aree tropicali.
Dati molecolari basati in particolare sulla produzione di plumbagina, indicano che la Triphyophyllum peltatum, un'altra carnivora con trappola adesiva della famiglia Dioncophyllaceae, è strettamente affine a Drosophyllum, con cui forma parte di un ampio clado di piante carnivore e non, cui appartengono Droseraceae, Nepenthaceae, Ancistrocladaceae e Plumbaginaceae. Questa pianta è considerata usualmente una liana, ma nella sua fase giovanile ha abitudini carnivore dovute, si pensa, ad una specifica richiesta di nutrienti essenziali per la sua fioritura.

### Trappola a scatto

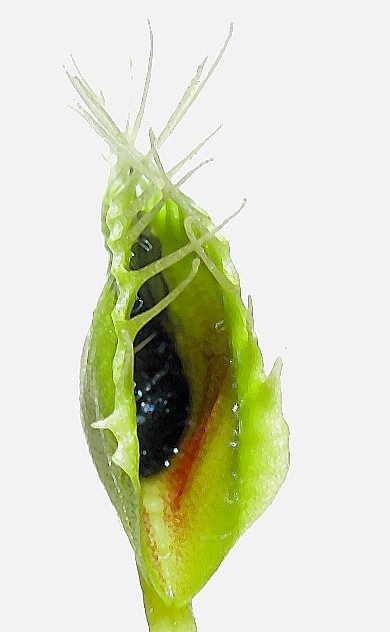
Una foglia di D.muscipula sta avviluppando la sua preda

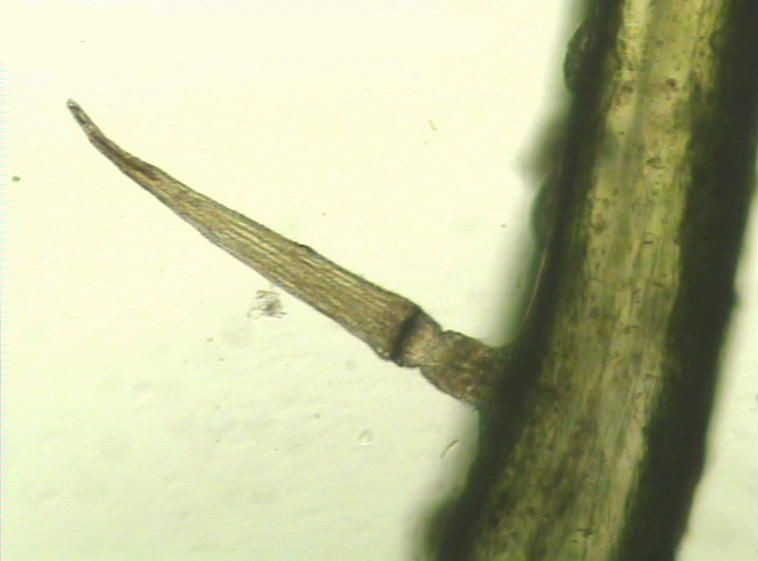
Immagine al microscopio di un pelo innescante di Dionaea muscipula

È probabilmente il meccanismo più spettacolare, poiché è uno dei rari casi in cui un vegetale è in grado di compiere dei movimenti talmente rapidi da farlo sembrare più simile ad un animale. La caratteristica forma delle foglie (simili ad una bocca irta di denti acuminati) contribuisce poi a rendere l'effetto ancora più appariscente. Esistono due tipologie di trappole a scatto, presenti ciascuna in un'unica specie: la venus acchiappamosche (Dionaea muscipula) e l'aldrovanda (Aldrovanda vesiculosa).
L'Aldrovanda è una pianta acquatica specializzata nella cattura di piccoli invertebrati; Dionaea è invece terrestre e caccia soprattutto mosche ed altri insetti volanti. Le trappole sono molto simili: presentano delle foglie la cui regione terminale è divisa in due lobi, incernierati lungo la nervatura centrale. Al loro interno si trovano dei peli innescanti sensibili al tatto (tre su ogni lobo nel caso della Dionaea; molti di più nel caso dell'Aldrovanda). Quando i peli vengono piegati provocano l'apertura dei canali ionici nelle membrane delle cellule alla loro base, generando un potenziale d'azione che si propaga alle cellule della nervatura mediana. Queste cellule rispondono pompando nell'ambiente extra-cellulare ioni potassio. Questo può causare perdita di acqua, che fuoriesce per osmosi, provocando il collasso delle cellule della nervatura, o può portare ad una rapida crescita acida. La questione su quale sia il meccanismo d'azione è ancora molto dibattuta, ma in ogni caso il risultato è che i lobi, che sono mantenuti sotto pressione, si chiudono a scatto. Questo processo dura circa un secondo (molto meno se la pianta è in buone condizioni).
Nella venus acchiappamosche, le chiusure futili (in risposta a gocce di pioggia od alla caduta di detriti) sono prevenute da una semplice memoria posseduta dalle foglie: per chiudersi sono infatti richiesti due stimoli distanti tra 0.5 e i 30 secondi. È inoltre necessario che la stimolazione continui anche dopo la chiusura della foglia perché la digestione abbia inizio, in caso contrario la foglia si riapre dopo poche ore (una giornata circa). Stress continui delle trappole portano al deperimento della pianta, ne è quindi sconsigliata la stimolazione.
Lo scatto delle foglie è un tipico caso di tigmonastia, un movimento indiretto provocato dalla variazione di turgore delle cellule in risposta ad uno stimolo tattile. L'ulteriore stimolazione delle superfici interne dei lobi, generate dal dibattersi dell'insetto, induce questi a chiudersi sempre più per avvolgere la preda (tigmotropismo). Saldandosi ermeticamente, i lobi formano una sorta di stomaco nel quale avviene la digestione, che dura da una a due settimane. Le foglie possono essere riutilizzate tre o quattro volte prima di diventare insensibili alla stimolazione e morire.

### Trappola ad aspirazione

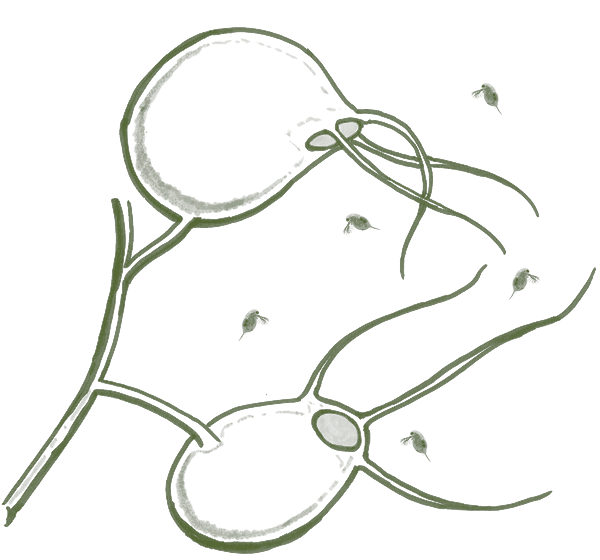
Disegno delle numerose vescicole (utricoli) che sono presenti nelle ramificazioni terminali del fusto di Utricularia

Le trappole ad aspirazione sono esclusive del genere Utricularia. Queste piante posseggono delle vescicole spesso sotterranee, a forma di sacco e chiamate utricoli, che pompando ioni verso l'esterno, provocano una fuoriuscita d'acqua per osmosi e la conseguente creazione di un vuoto parziale al loro interno. L'utricolo possiede una piccola apertura sigillata ermeticamente da una porta. Nelle specie acquatiche, la porta è dotata di un paio di lunghi peli innescanti. Gli invertebrati acquatici (come le pulci d'acqua, Daphnia sp.) che toccano questi peli provocano l'apertura della porta verso l'interno. Il rilascio del vuoto genera un risucchio che aspira l'acqua e la preda all'interno della vescicola, dove poi avviene la digestione. Le dimensioni degli utricoli variano da 1 a 4 mm.
Molte specie di Utricularia - come l'U. sandersonii - sono terrestri e si accrescono sui suoli fradici; i loro meccanismi di intrappolamento vengono attivati in maniera leggermente diversa. Le utricularie sono prive di radici, sebbene le specie terrestri posseggano steli d'ancoraggio che le ricordano. Le specie viventi nelle acque temperate producono delle gemme che, durante i freddi mesi invernali, si staccano dalla pianta con la sua morte e rimangono in quiescenza fino all'arrivo della primavera. L'U. macrorhiza crescendo regola il numero di vescicole in base al tipo di nutriente predominante nel suo habitat.

### Trappola a nassa

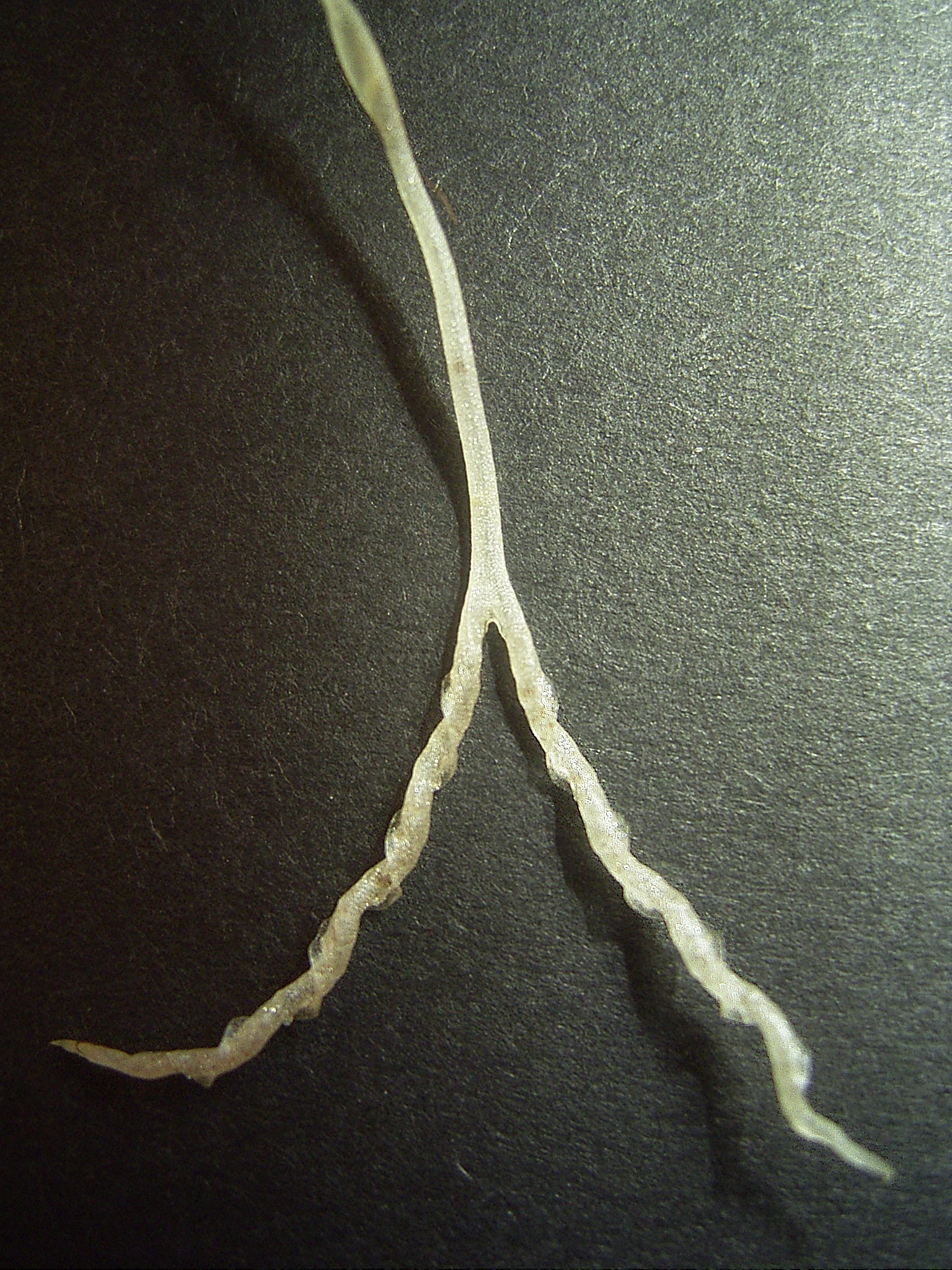
Trappola sotterranea di Genlisea

Le trappole a nassa sono tipiche delle Genlisea, le piante cavaturaccioli. In queste piante, che appaiono specializzate nella cattura di protozoi acquatici, una foglia modificata a forma di "Y" consente l'entrata alla preda, ma non l'uscita.
Ciò avviene grazie alla presenza di peli diretti verso l'interno che forzano la preda a muoversi in una particolare direzione. Entrando nell'apertura a spirale che serpeggia attorno alle due braccia superiori della Y, le prede sono costrette a raggiungere inesorabilmente lo "stomaco", l'apparato digestivo posto nel braccio inferiore della Y. Si pensa che il movimento della preda sia favorito anche dall'acqua che scorre attraverso la trappola, producendo un risucchio simile a quello generato dalle vescicole delle Utricolarie. Probabilmente questi due tipi di trappole sono relazionati dal punto di vista evolutivo.
Strutture simili a questo tipo di trappola sono riscontrabili in Sarracenia psittacina e Darlingtonia californica.

## Piante semi-carnivore
Per essere considerata una carnivora completa, una pianta deve essere in grado di attirare, uccidere e digerire le prede, traendo beneficio dall'assorbimento dei prodotti della digestione (in particolare amminoacidi e azoto). Esistono, quindi, diversi gradi di carnivorosità: da piante non-carnivore, a semi-carnivore, fino ad arrivare alle carnivore vere e proprie, tra cui sono comprese sia quelle con trappole semplici e non specializzate, come in Heliamphora, sia quelle con meccanismi complessi ed evoluti, riscontrabili ad esempio nella venus acchiappamosche.

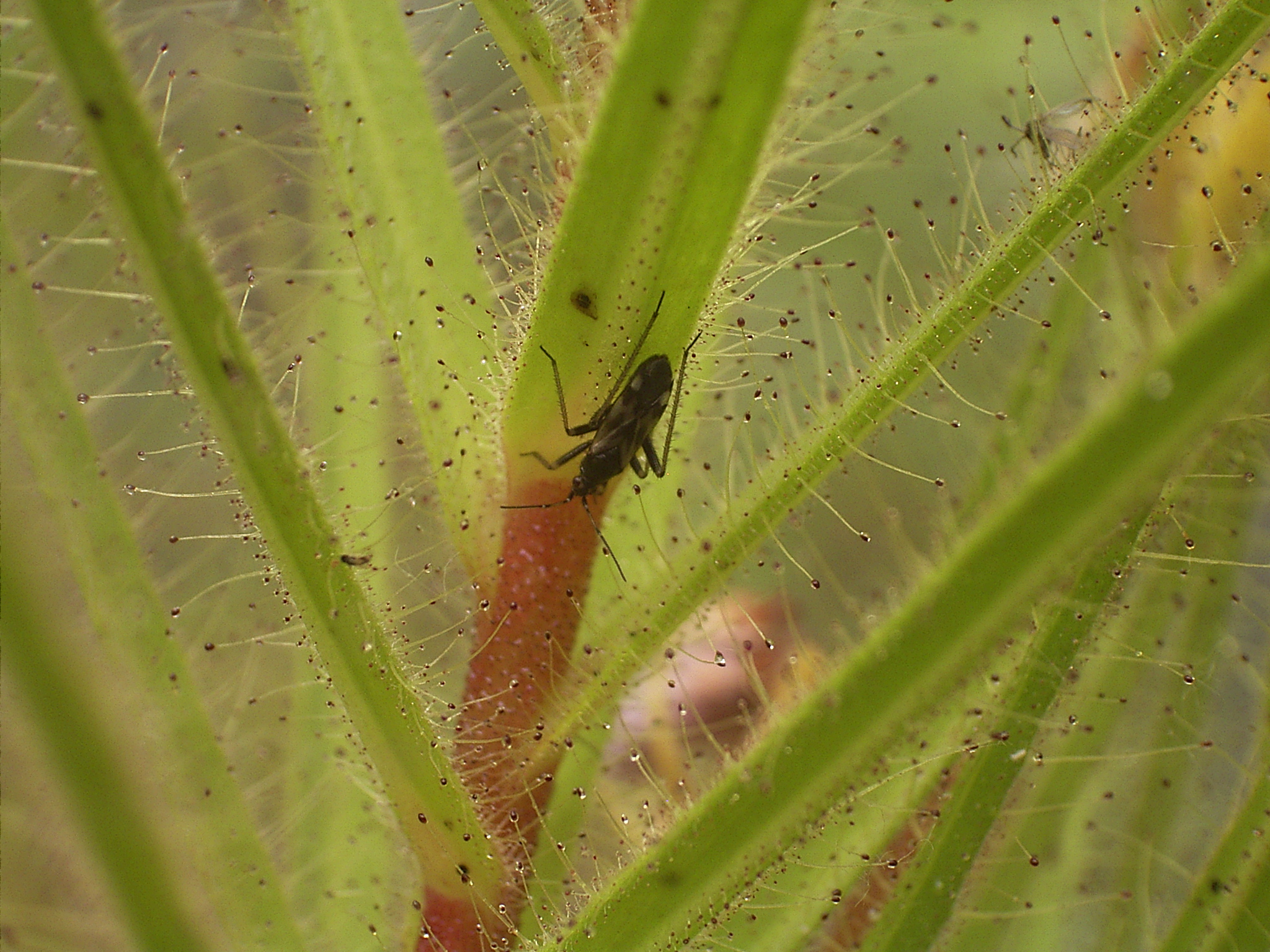
Roridula è una pianta semi-carnivora che assorbe il nutrimento dalla "preda" attraverso gli escrementi di un insetto predatore

Piante semi-carnivore di particolare interesse sono le Roridula e Catopsis berteroniana; quest'ultima è una bromeliacea come la Brocchinia, ma mentre questa è in grado di produrre la fosfatasi, la C. bertoroniana non è capace di sintetizzare nessun tipo di enzima digestivo (le prede scivolano dentro le urne possedute da queste piante e vengono digerite dai batteri presenti al loro interno).
Le Roridula mostrano un'intricata relazione con le loro prede. Analogamente alle Drosera, le piante di questo genere presentano delle foglie adesive con ghiandole secernenti mucillagine, ma non beneficiano direttamente dell'insetto catturato. Infatti, grazie ad una simbiosi mutualistica con cimici predatrici (Miridae: Pameridea), che si nutrono degli insetti intrappolati, la pianta assorbe i nutrienti derivati dai loro escrementi.
Alcune specie di Martyniaceae (già Pedaliaceae), come l'Ibicella lutea, possiedono foglie adesive che intrappolano insetti ma non è stato dimostrato che esse siano carnivore. Similmente, i semi della "borsa del pastore" (Capsella bursa-pastoris), le urne della Paepalanthus bromelioides, le brattee della Passiflora foetida e gli steli delle infiorescenze ed i sepali di Stylidium spp. appaiono catturare ed uccidere le prede, ma la loro classificazione come carnivore è tuttora in discussione.
La produzione di specifici enzimi digestivi (proteasi, fosfatasi, ribonucleasi, ecc.) viene usata certe volte come criterio diagnostico per la carnivorosità. Tuttavia, questo metodo escluderebbe alcuni generi come Byblis, Heliamphora e Darlingtonia, generalmente accettati come carnivori, ma che in realtà presentano una simbiosi con dei batteri muniti di enzimi utili per la digestione delle prede. Il dibattito sulla definizione basata sull'attività enzimatica apre una questione riguardante la Roridula: non vi sono chiare ragioni per cui una pianta con batteri simbionti che, in seguito alla cattura, trae beneficio da essi possa essere considerata carnivora, mentre il possesso di insetti simbionti escluda questa possibilità.

## Sistematica
La classificazione scientifica delle piante carnivore, ed in generale di tutte le piante a fiore, è in continua evoluzione.
Nel sistema Cronquist, le famiglie Droseraceae e Nepenthaceae sono incluse nell'ordine Nepenthales, in base alla simmetria radiale dei loro fiori e del tipo di trappola per la cattura degli insetti. Anche la famiglia delle Sarraceniaceae viene posta in quest'ordine.
Le Byblidaceae, Cephalotaceae e Roridulaceae appartengono all'ordine Saxifragales mentre le Lentibulariaceae alle Scrophulariales.
Con le moderne classificazioni, come quella dell'Angiosperm Phylogeny Group, le famiglie a cui appartengono le piante carnivore sono rimaste le medesime ma hanno subito una ridistribuzione all'interno dei vari ordini. il genere Drosophyllum viene considerato appartenere ad una famiglia monotipica, le Drosophyllaceae, che si discosta dalle Droseraceae e che probabilmente è più strettamente affine alle Dioncophyllaceae.
Di seguito è riportata una classificazione aggiornata dei generi che includono sia le piante carnivore che le semi-carnivore:
| Divisione     | Classe        | Ordine         | Famiglia         | Genere                              | Tipo di trappola          |
| ------------- | ------------- | -------------- | ---------------- | ----------------------------------- | ------------------------- |
| Magnoliophyta | Magnoliopsida | Caryophyllales | Dioncophyllaceae | Triphyophyllum                      | adesiva                   |
| Magnoliophyta | Magnoliopsida | Caryophyllales | Drosophyllaceae  | Drosophyllum                        | adesiva                   |
| Magnoliophyta | Magnoliopsida | Caryophyllales | Droseraceae      | Aldrovanda Dionaea Drosera          | a scatto adesiva          |
| Magnoliophyta | Magnoliopsida | Caryophyllales | Nepenthaceae     | Nepenthes                           | ascidio                   |
| Magnoliophyta | Magnoliopsida | Ericales       | Roridulaceae     | Roridula                            | adesiva                   |
| Magnoliophyta | Magnoliopsida | Ericales       | Sarraceniaceae   | Sarracenia Darlingtonia Heliamphora | ascidio                   |
| Magnoliophyta | Magnoliopsida | Lamiales       | Byblidaceae      | Byblis                              | adesiva                   |
| Magnoliophyta | Magnoliopsida | Lamiales       | Lentibulariaceae | Pinguicula Genlisea Utricularia     | adesiva a nassa aspirante |
| Magnoliophyta | Magnoliopsida | Lamiales       | Martyniaceae     | Ibicella                            | adesiva                   |
| Magnoliophyta | Magnoliopsida | Oxalidales     | Cephalotaceae    | Cephalotus                          | ascidio                   |
| Magnoliophyta | Liliopsida    | Poales         | Bromeliaceae     | Brocchinia Catopsis                 | urna                      |
| Magnoliophyta | Liliopsida    | Poales         | Eriocaulaceae    | Paepalanthus                        | urna                      |

## Evoluzione

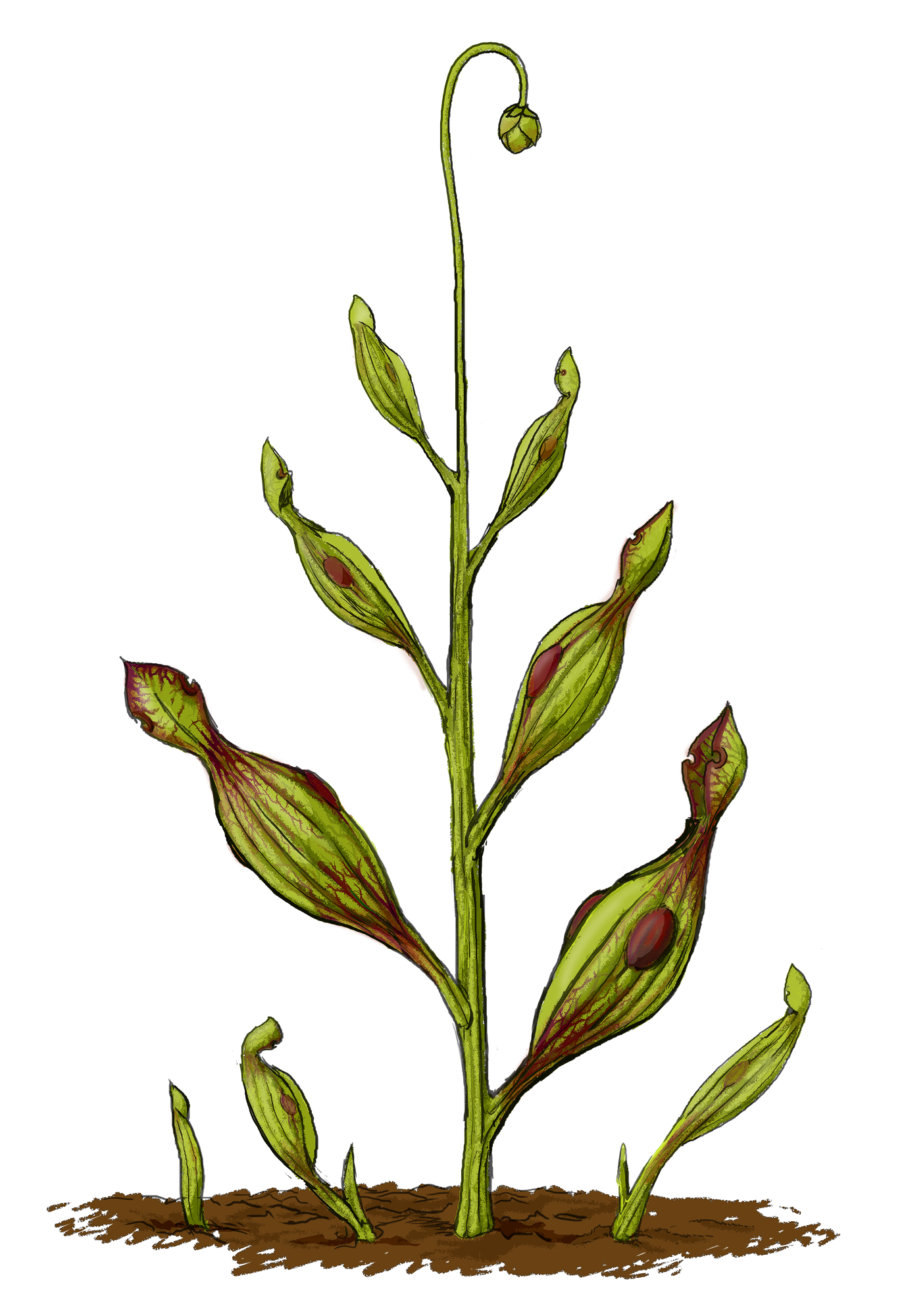
Disegno di Archaeamphora longicervia, una pianta carnivora estinta che mostra delle affinità con le attuali sarracenie

La ricostruzione dell'evoluzione delle piante carnivore è difficoltosa a causa della esiguità dei ritrovamenti fossili. Sono stati trovati davvero pochi reperti, consistenti soprattutto in semi o pollini. Ciò è dovuto al fatto che le piante carnivore sono erbacee, quindi non possiedono strutture facilmente fossilizzabili quali cortecce o legni. In ogni caso, le trappole non si sarebbero conservate comunque.
Alcune indicazioni sugli adattamenti evolutivi di queste piante possono essere dedotte dalla struttura delle trappole attuali.
Le trappole ad ascidio sono evidentemente derivate da foglie arrotolate. I tessuti vascolari della Sarracenia lo dimostrano abbastanza chiaramente: la "chiglia" che corre lungo il fronte della trappola è formata da una serie di fasci vascolari, rivolti verso destra e verso sinistra, come predetto dalla fusione del margine fogliare. Anche le trappole adesive mostrano un semplice gradiente evolutivo che va dalle foglie collose non-carnivore, attraverso lo stadio di adesive passive sino alle forme attive. Dati molecolari mostrano che il clado Dionaea-Aldrovanda è strettamente correlato a Drosera, ma le trappole possedute dai due generi sono così diverse che la supposizione che le trappole a scatto derivino da trappole adesive dotate di veloce motilità e quindi non più dipendenti dal meccanismo della adesività è dibattuta.
Esistono oltre 250000 - specie di Angiosperme, ma di queste solo circa 600 sono considerate carnivore. Le vere carnivore si sono probabilmente evolute in modo indipendente almeno in dieci occasioni; tuttavia, alcuni di questi gruppi indipendenti sembrano discendere da un recente progenitore comune con predisposizione alla carnivorosità. Alcuni gruppi (Ericales e Caryophyllales) sembrano essere un terreno particolarmente fertile per lo sviluppo di adattamenti carnivori, sebbene nel caso delle Ericales questo potrebbe essere dovuto all'ecologia del gruppo piuttosto che alla sua morfologia, dal momento che la maggior parte delle specie di Ericali crescono in habitat a basso contenuto di nutrienti, come le brughiere e le paludi.
Si presume che tutte le varie tipologie di trappole siano modificazioni di una struttura di base simile: le foglie ricoperte di peli. Queste (o meglio le ghiandole pilifere) sono idonee alla cattura ed al trattenimento delle gocce di pioggia nelle quali possono proliferare dei batteri. Gli insetti che atterrano sulla foglia possono impantanarsi a causa della tensione superficiale dell'acqua, e così soffocare. I batteri, iniziando un processo di decomposizione, rilasciano i nutrienti derivati dalla carcassa, che la pianta riesce ad assorbire tramite le sue foglie. Questa nutrizione fogliare può essere osservata in molte piante non-carnivore. Negli ambienti poveri di nutrienti, le piante che mostrarono una migliore capacità di intrappolamento di insetti o d'acqua, ebbero un vantaggio selettivo poiché hanno avuto accesso a più nutrienti rispetto alle piante con minore efficienza. L'acqua piovana può essere raccolta nelle concavità delle foglie, e ciò può aver portato alla comparsa delle trappole ad ascidio. In alternativa, gli insetti possono essere catturati da foglie adesive producenti mucillagine, che portarono alla formazione delle trappole a "carta moschicida".
È possibile che le trappole ad ascidio si siano evolute semplicemente attraverso una pressione selettiva che ha causato un aumento della depressione nelle foglie concave, seguita dalla saldatura dei margini e dalla conseguente perdita dei peli ad eccezione del fondo, dove impediscono alla preda di risalire in superficie.
Le trappole a nassa della Genlisea possono essere considerate ascidi costituiti da una foglia a forma di Y, che successivamente si sono specializzati per impedire l'uscita della preda dalla struttura; oppure possono essere considerate delle trappole ad aspirazione in cui le protrusioni che guidano la preda formano qualcosa di più efficace rispetto alle reti ad "imbuto" ritrovate in molte utricolarie acquatiche. Qualunque sia la sua origine, la forma elicoidale della trappola è un adattamento che porta sia ad un aumento della superficie di intrappolamento, sia alla possibilità di cattura in tutte le direzioni quando la pianta cresce sepolta dal muschio.
L'origine delle trappole ad aspirazione è più difficile da spiegare. Esse potrebbero essere derivate da ascidi che, venendo sommersi, si sono specializzati per la cattura di prede acquatiche, come fa attualmente la Sarracenia psittacina. Negli ascidi subaerei le prede possono scappare dalla trappola volando o arrampicandosi ma ciò viene spesso impedito dalla presenza di cera sulla superficie interna della trappola e dai tubi stretti. Una trappola acquatica potrebbe aver portato, come in Utricularia, allo sviluppo di un coperchio formante la porta di una proto-vescicola. In seguito, questa divenne attiva con l'evoluzione di un vuoto parziale al suo interno, che si libera grazie al contatto della preda con i peli innescanti posti sulla porta della vescicola.
A livello evolutivo, le trappole adesive includono anche le trappole a scatto dell'Aldrovanda e della Dionaea. La produzione di mucillagine collosa è presente in molti generi non-carnivori, cosicché non è difficile capire come si siano evolute le trappole passive in Byblis e Drosophyllum.
Le trappole attive richiedono una maggiore spiegazione. I rapidi movimenti delle foglie possono essere causati da una rapida crescita o da un cambiamento di turgore nelle cellule, che ne causa l'espansione o la contrazione per la veloce alterazione del loro contenuto d'acqua. Le trappole a lento movimento, come quelle di Pinguicula sfruttano la crescita rapida, mentre Dionea utilizza il cambiamento di turgore cellulare, che è così rapido che la sostanza adesiva è divenuta superflua e quindi non viene più prodotta. Inoltre le ghiandole per la produzione della colla (così evidenti in Drosera) si sono tramutate nei denti e nei peli innescanti della trappola a "tagliola"; un esempio di come la selezione naturale possa trasformare le strutture preesistenti per adibirle a nuove funzioni.
Recenti analisi tassonomiche delle relazioni tra le Caryophyllales indicano che le Droseraceae, Triphyophyllum, Nepenthaceae e Drosophyllum, taxa strettamente imparentati, sono parte di un ampio clado che include gruppi non-carnivori quali Tamarix, Ancistrocladaceae, Polygonaceae e Plumbaginaceae. È interessante notare che le foglie del Tamarix, così come quelle di parecchie Plumbaginaceae (p.es. Limonium), possiedono ghiandole specializzate nella secrezione di sali, che possono essere state cooptate per la secrezione di altre sostanze quali proteasi e mucillagini. Alcune delle Plumbaginaceae (p.es. Ceratostigma) presentano sullo stelo anche delle ghiandole vascolarizzate che secernono mucillagine sul calice e sono d'aiuto per la disseminazione e per la protezione dei fiori dall'attacco di insetti parassiti. Anche le Balsaminaceae (come il genere Impatiens), molto affini alle Sarraceniaceae ed alle Roridula, presentano sullo stelo delle ghiandole simili, che sembrano omologhe ai tentacoli di molti generi di piante carnivore. È quindi probabile che la carnivorosità si sia evoluta da una funzione protettiva più che direttamente da una nutrizionale.
Le uniche trappole che si discostano dalla discendenza da foglie pelose o strutture affini, sono quelle delle bromeliacee carnivore (Brocchinia e Catopsis). Queste piante hanno utilizzato le loro urne, parti fondamentali della struttura di una bromeliacea, per un nuovo scopo, affidandosi alla produzione di cera e di altre "armi" tipiche delle carnivore.

## Ecologia e modello di carnivorosità
Le piante carnivore per quanto molto diffuse sono abbastanza rare. Si trovano quasi esclusivamente in habitat quali paludi e torbiere, dove i nutrienti del suolo sono estremamente limitanti mentre luce solare e acqua sono facilmente disponibili. Solo in tali estreme condizioni lo sviluppo di attitudini carnivore risulta favorito al punto da renderne ovvio l'adattamento.
La carnivora archetipica, la venus acchiappamosche, cresce in condizioni ambientali estreme. Il suolo nel quale si sviluppa contiene livelli di azoto e calcio molto bassi rispetto al normale. Ciò costituisce un problema perché l'azoto è essenziale per la sintesi proteica ed il calcio per irrigidire la parete cellulare. Risultano bassi anche i livelli di fosfato, utile per la sintesi degli acidi nucleici, e di ferro, per la produzione della clorofilla. Il suolo inoltre spesso è saturo d'acqua e ciò favorisce la formazione di ioni tossici, come l'ammonio (NH4+), e rende il pH abbastanza acido, da 4 a 5. Lo ione ammonio, se presente a basse concentrazioni può essere utilizzato dalla pianta come fonte di azoto, ma ad alte concentrazioni diventa tossico e può causare dei danni.
L'habitat delle piante carnivore è caldo, soleggiato e costantemente umido; in esso la pianta entra in una relativamente piccola competizione con la bassa copertura prodotta dal muschio del genere Sphagnum.

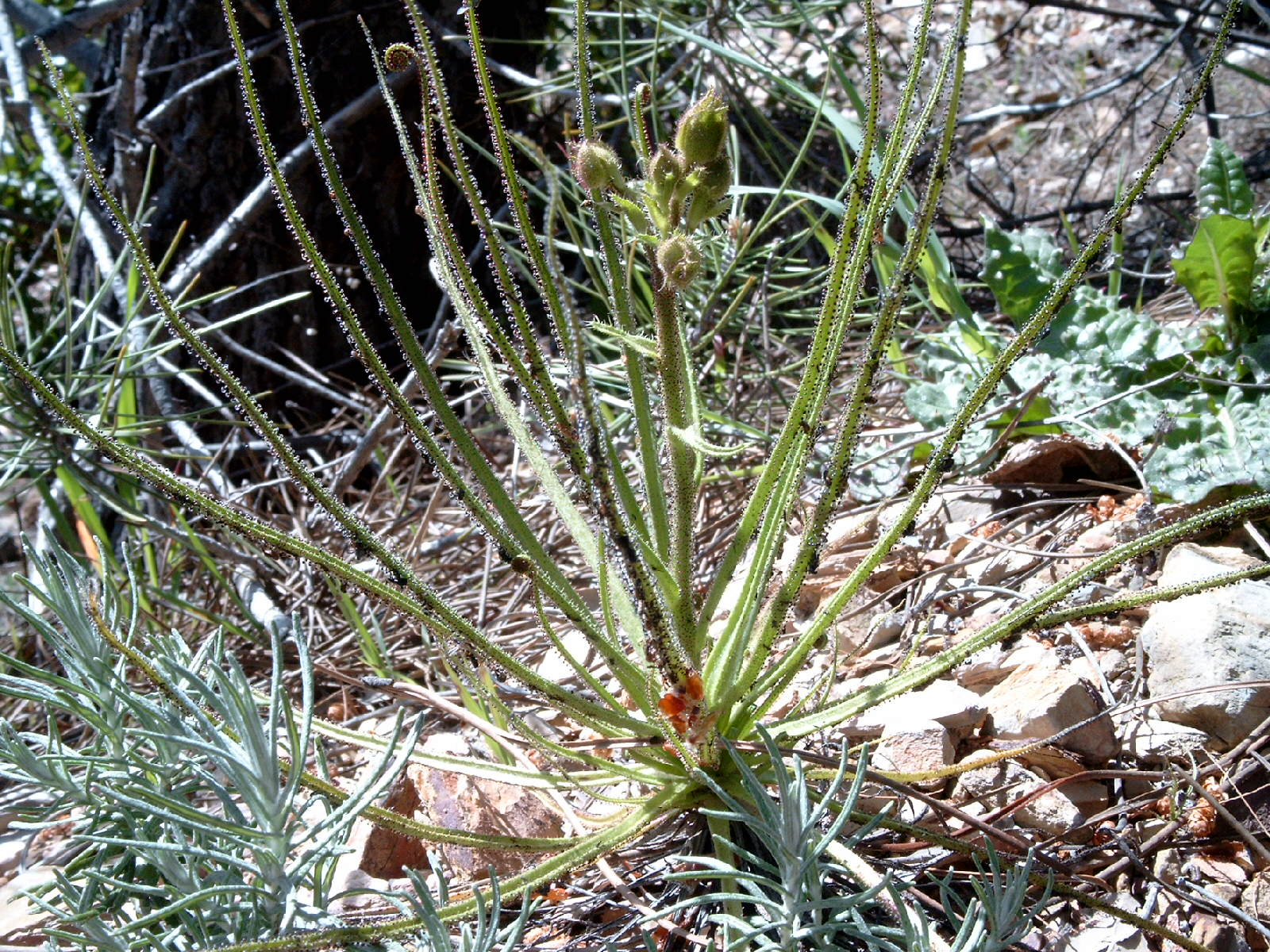
Drosophyllum lusitanicum vive in ambienti aridi, a differenza della maggior parte delle carnivore che vivono invece in torbiere o paludi

Sebbene questo tipo di habitat sia tipico della maggior parte delle piante carnivore, tanto che queste hanno la popolare reputazione di essere piante di palude, esistono alcune carnivore che vivono in ambienti atipici. Drosophyllum lusitanicum, per esempio, vive nelle aree marginali attorno al deserto, mentre la Pinguicula vallisneriifolia è comune nei dirupi calcarei.
Nel 1984 J. Givnish et alii, studiando la Brocchinia reducta, proposero un modello basato sull'analisi costi/benefici che spiegasse perché le carnivore siano così spesso ristrette ai siti fradici, soleggiati e poveri di nutrienti e siano invece così rare in altri ambienti meno stressanti.
In tutti i casi studiati, la carnivorosità permette alle piante di accrescersi e di riprodursi utilizzando gli animali come fonte di azoto, fosforo e (possibilmente) potassio, quando le fonti usuali presenti nel suolo sono scarse o assenti. Esistono comunque diversi gradi di dipendenza dalla preda animale. Le drosere pigmee non sono capaci di usare i nitrati del suolo perché sono prive degli enzimi necessari (in particolare la nitrato reduttasi) e così dipendono quasi interamente dalla cattura della preda. Pinguicula vulgaris riesce a sfruttare le fonti inorganiche d'azoto meglio di quelle organiche, ma una miscela di entrambe porta ad una crescita migliore di quella che potrebbe avvenire adoperandone una sola. Le utricularie europee sembrano in grado di utilizzare in uguale misura entrambe le fonti. Le prede animali, quindi, suppliscono alla carenza di nutrienti nel suolo, ma in misura differente nelle differenti specie.
In generale, le piante usano le loro foglie per intercettare la luce solare. L'energia luminosa serve per ridurre l'anidride carbonica dell'aria attraverso gli elettroni dei legami chimici dell'acqua, producendo zuccheri (ed altra fitomassa) e liberando ossigeno durante il processo di fotosintesi. Nelle foglie avviene anche la respirazione cellulare, necessaria per la produzione di energia chimica, derivata dalla degradazione della fitomassa. Questa energia, accumulata temporaneamente sotto forma di ATP, è indispensabile per far avvenire quelle reazioni metaboliche che sono alla base della vita delle cellule di tutti gli esseri viventi. La respirazione cellulare ha come prodotto finale la CO2, che viene immessa nell'atmosfera.
Affinché possa crescere, è necessario che la pianta fotosintetizzi più di ciò che consuma con la respirazione. Infatti, se avvenisse il contrario, la pianta degraderebbe gradualmente la sua biomassa fino a morire. Il potenziale di crescita di una pianta è quindi dato dal valore netto della fotosintesi, uguale alla biomassa totale acquisita con la fotosintesi meno la biomassa consunta dai processi respiratori. Un'attenta analisi del rapporto costo-beneficio è importante per capire e spiegare la carnivorosità delle piante.
Nelle piante carnivore, le foglie non sono usate solo per la fotosintesi, ma anche come trappole. Sfortunatamente, cambiando la forma della foglia per ottenere una trappola migliore, viene diminuita l'efficienza fotosintetica (per esempio, gli ascidi tendono ad essere eretti verticalmente e solo l'opercolo può intercettare direttamente la luce).
La pianta deve spendere energia supplementare anche per la formazione di strutture non-fotosintetiche come ghiandole, peli, sostanze adesive e per la produzione di enzimi digestivi. La fonte di energia adoperata è sempre l'ATP e ciò implica un aumento della respirazione cellulare rispetto alla sua biomassa. Quindi, una pianta carnivora dovrà diminuire la fotosintesi ed incrementare la respirazione, ottenendo un potenziale di crescita basso a causa degli alti costi richiesti dalla carnivorosità.
Il vantaggio della carnivorosità consiste nell'essere in grado di sfruttare l'azoto e il fosforo presenti nelle prede e consentire quindi alla pianta di crescere meglio sui terreni poveri di queste sostanze. In particolare un apporto supplementare di azoto e fosforo rende la fotosintesi più efficiente, in quanto essa dipende dalla capacità della pianta di sintetizzare grandi quantità dell'enzima ricco di azoto rubisco (ribulosio-1,5-difosfato carbossilasi/ossigenasi), che è la proteina più abbondante sulla terra.
È intuitivamente chiaro che la Dionea è più carnivora rispetto alla Triphyophyllum peltatum: la prima possiede una trappola a scatto attiva a tempo pieno, la seconda presenta una trappola adesiva passiva part-time. L'energia spesa per la costruzione ed il mantenimento della propria trappola è una misura idonea per calcolare la carnivorosità della pianta.

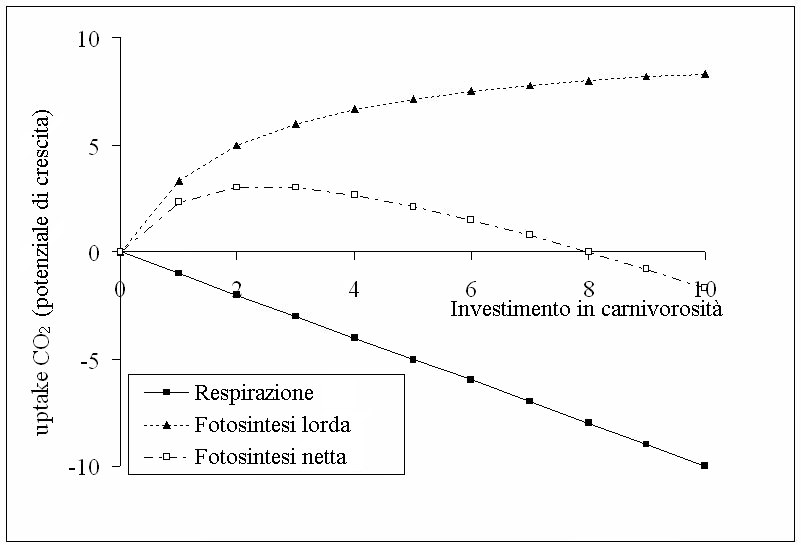
Figura 1. Modelli di pianta carnivora: fotosintesi lorda, respirazione e fotosintesi netta come funzione dell'investimento della pianta nell'adattamento alla carnivorosità. Un optimum diverso da zero si verifica negli habitat ricchi di luce ma con presenza di nutrienti nel suolo molto limitante.

Usando questa misura dell'investimento in carnivorosità si può ipotizzare un modello. Nella figura 1 è mostrato il grafico dell'assorbimento di anidride carbonica (potenziale di crescita) in rapporto alla respirazione della trappola (investimento in carnivorosità) per una foglia in un terreno soleggiato e che non contiene alcun elemento nutritivo.
La respirazione si presenta come una linea retta che scende al di sotto dell'asse orizzontale (produzione di anidride carbonica). La fotosintesi lorda è una linea curva al di sopra dell'asse orizzontale: all'aumentare dell'investimento aumenta la fotosintesi della trappola, dal momento che la foglia riceve un maggior apporto di azoto e fosforo.
Comunque questo vantaggio non dura per sempre. In realtà altri fattori (come l'intensità della luce o la concentrazione di anidride carbonica) possono risultare più limitanti per la fotosintesi di quanto non lo sia l'apporto di azoto e fosforo. Ne consegue che un ulteriore incremento dell'investimento in carnivorosità non si tradurrà in una migliore crescita della pianta. Affinché la pianta sopravviva l'assorbimento netto dell'anidride carbonica, e quindi il potenziale di crescita della pianta, deve essere positivo. C'è un ampio margine di investimento in cui ciò avviene, con un optimum diverso da zero. Le piante che investono più o meno di questo optimum assumeranno una quota di anidride carbonica maggiore o minore di quella della ipotetica pianta ottimale, e quindi cresceranno meno bene. Queste piante andranno incontro ad uno svantaggio selettivo. Con un investimento nullo in carnivorosità anche la crescita sarà nulla, poiché una pianta non-carnivora non potrà sopravvivere in un habitat dove il suolo è assolutamente privo di nutrienti. In natura, però, nessun habitat è così stressante, così anche alcune piante non-carnivore possono vivere in alcuni habitat propri delle carnivore. In particolare, lo Sphagnum è in grado di assorbire in maniera molto efficiente le piccole quantità di nitrati e fosfati presenti nella pioggia, e stabilisce inoltre rapporti simbiotici con i cianobatteri azotofissatori.

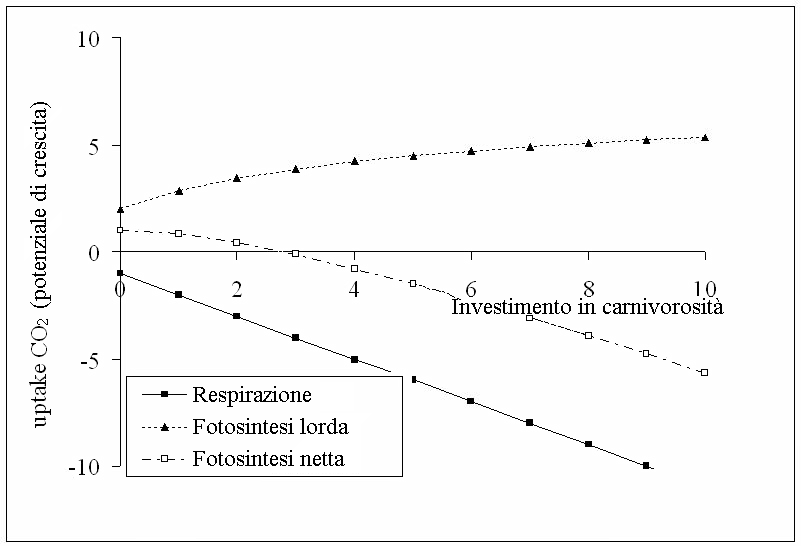
Figura 2. Modelli di pianta carnivora: fotosintesi lorda, respirazione e fotosintesi netta come funzione dell'investimento della pianta nell'adattamento alla carnivorosità. Un optimum con investimento nullo si ha in habitat con poca luce e suolo ricco di nutrienti.

In un habitat con abbondanti nutrienti ma poca luce (figura 2), la curva della fotosintesi lorda sarà più bassa e più piatta, perché la luce sarà più limitante dei nutrienti. Una pianta può crescere ad investimento zero in carnivorosità; inoltre, questo è anche l'optimum d'investimento per la pianta perché ogni impiego d'energia per la formazione di trappole riduce il valore di fotosintesi netta e quindi la crescita della pianta, rispetto ad una che ottiene i suoi nutrienti soltanto dal suolo.
Le piante carnivore si collocano tra questi due estremi: in ambienti in cui la luce e l'acqua sono fattori poco limitanti e dove al contempo i nutrienti presenti nel suolo risultano più limitanti, l'optimum di investimento in carnivorosità sarà più alto, e quindi l'adattamento carnivoro sarà più vantaggioso.
La maggiore evidenza per questo modello è data dal fatto che le piante carnivore tendono a svilupparsi in habitat dove acqua e luce sono abbondanti e dove la competizione è relativamente bassa: la tipica zona paludosa. Le carnivore che crescono in altri habitat richiedono maggiori garanzie per sopravvivere: il Drosophyllum lusitanicum cresce in condizioni di scarsità d'acqua, ma esige molta più luce e minore competizione della maggior parte delle altre piante carnivore. La Pinguicula valisneriifolia cresce su terreni con alti livelli di calcio, ma richiede una forte illuminazione e una minore competizione rispetto alla maggior parte delle altre pinguicule.
In generale, le piante carnivore sono scarsamente competitive, perché investono troppo pesantemente in strutture che non risultano vantaggiose in habitat ricchi di nutrienti. Esse sopravvivono perché sono in grado di sottoporsi a stress nutrizionali molto più alti rispetto alle non-carnivore: hanno successo dove altre piante falliscono. Infatti, le carnivore stanno ai nutrienti come i cactus stanno all'acqua. La carnivorosità risulta vantaggiosa solo quando lo stress nutritivo è molto alto e la luce è abbondante. Quando queste condizioni non si verificano, alcune piante sono in grado di fare temporaneamente a meno della carnivorosità. È il caso di alcune specie di Sarracenia che in inverno producono foglie piatte, non carnivore, dette filloidi. In questa stagione infatti i livelli di luce sono più bassi rispetto all'estate e quindi la luce risulta più limitante dei nutrienti, il che rende la carnivorosità meno vantaggiosa. La mancanza di insetti per le basse temperature accentua inoltre il problema. Qualsiasi danno accada ai nuovi ascidi in via di formazione può impedirne la continuazione dello sviluppo, favorendo invece la produzione di filloidi da parte della pianta: la produzione di una trappola difettosa e inefficiente non vale l'energia impiegata per costruirla.
Molte altre carnivore vanno in dormienza in alcune stagioni: le drosere tuberose si tramutano in tubero durante la stagione secca; le utricularie producono delle gemme invernali (turioni) e foglie non-carnivore vengono generate da molte pinguicule e dal Cephalotus follicularis nella stagione meno favorevole. Utricularia macrorhiza regola la produzione delle trappole in base alle condizioni chimiche dell'acqua ed all'abbondanza stagionale delle sue prede. La carnivorosità part-time nella Triphyophyllum peltatum è dovuta ad un inusuale alto fabbisogno di potassio in un determinato momento del ciclo vitale della pianta, poco prima della fioritura.
Più una pianta è carnivora, più è probabile che il suo habitat sia convenzionale. La Venus acchiappamosche vive in un habitat molto stereotipato e specializzato, laddove piante meno carnivore (Byblis, Pinguicula) si trovano in habitat più inusuali (cioè quelli tipici per le non-carnivore). Byblis e Drosophyllum provengono entrambe da regioni relativamente aride e sono entrambe delle carnivore passive, possedendo palesemente le forme di trappola a più basso mantenimento. La Dionea filtra le proprie prede usando i dentelli sul bordo della trappola, per non sprecare più energia nel digerire di quella restituita dal contenuto calorico delle prede. In ogni situazione evolutiva essere il più pigri possibile paga, perché l'energia può essere investita nella riproduzione, e per quanto concerne l'evoluzione della specie, ai benefici a breve termine nella riproduzione sopravanzeranno sempre benefici a lungo termine in qualsiasi altro campo.
La carnivorosità paga molto raramente: perfino le stesse piante carnivore la evitano quando la luce è poco intensa o quando vi sono fonti più facili di nutrienti, usando così le caratteristiche carnivore solo se sono richieste in un determinato periodo o solo per la cattura di una preda particolare. In natura si hanno pochissimi habitat così stressanti da indurre l'assimilazione della biomassa tramite la creazione di peli ghiandolari e specifici enzimi. Molte piante beneficiano occasionalmente delle proteine animali in decomposizione sulle foglie, ma è raro che tale comportamento carnivoro sia notato da un osservatore casuale.
Le bromeliacee mostrano molto bene dei pre-adattamenti alla carnivorosità; comunque, solo una o due specie possono venire classificate come vere carnivore. La maggior parte delle bromeliadi sono epifite, e la maggior parte delle epifite cresce parzialmente all'ombra sui rami degli alberi. È da notare che la Brocchinia reducta si accresce invece sul terreno. Per la loro forma ad urna, le bromeliacee trarrebbero un gran beneficio dai nutrienti derivati dall'ingresso delle prede al loro interno. In questo senso, molte bromeliacee sono delle probabili carnivore, ma i loro habitat sono troppo bui affinché si possano evolvere i riconoscibili caratteri carnivori.

### Comunità degli ascidi

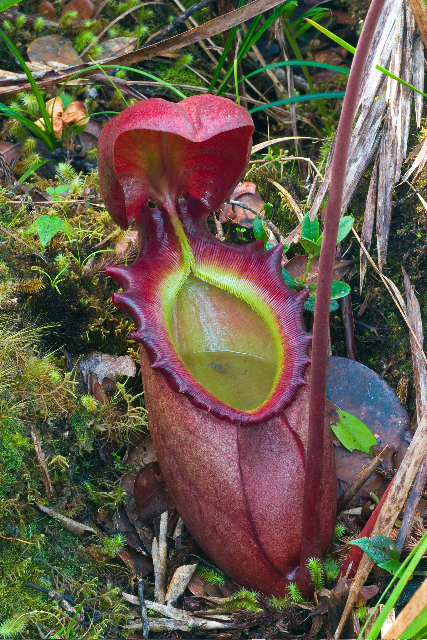
Ascidio di N. rajah ricolmo di acqua. All'interno degli ascidi si sviluppano delle comunità animali, spesso esclusive di queste formazioni vegetali

Sebbene gli ascidi servano per la cattura e la digestione delle prede, in essi si possono sviluppare delle comunità costituite principalmente da larve di ditteri, ragni, formiche ed acari.
Nel 1992 fu condotto uno studio sulle comunità presenti all'interno degli ascidi di Nepenthes ampullaria che dimostrò l'esistenza di una complessa catena alimentare, in cui sono presenti diversi livelli trofici. Sono infatti presenti organismi saprofagi, filtratori, detritivori e predatori e ogni gruppo è rappresentato da più specie.
All'interno delle trappole delle Nepenthes sono presenti degli organismi, detti nepenthebionti, che sono totalmente dipendenti dagli ascidi in almeno uno stadio della loro vita. Si tratta principalmente di larve di ditteri, tra cui Culex rajah e Toxorhynchites rajah, il cui nome specifico è dovuto al fatto che essi si ritrovano solo all'interno degli ascidi di N. rajah.
Le relazioni tra questi organismi e la pianta non sono ancora del tutto note. Non è chiaro se vi sia un semplice rapporto di commensalismo o se esistano dei rapporti mutualistici.

## Riproduzione

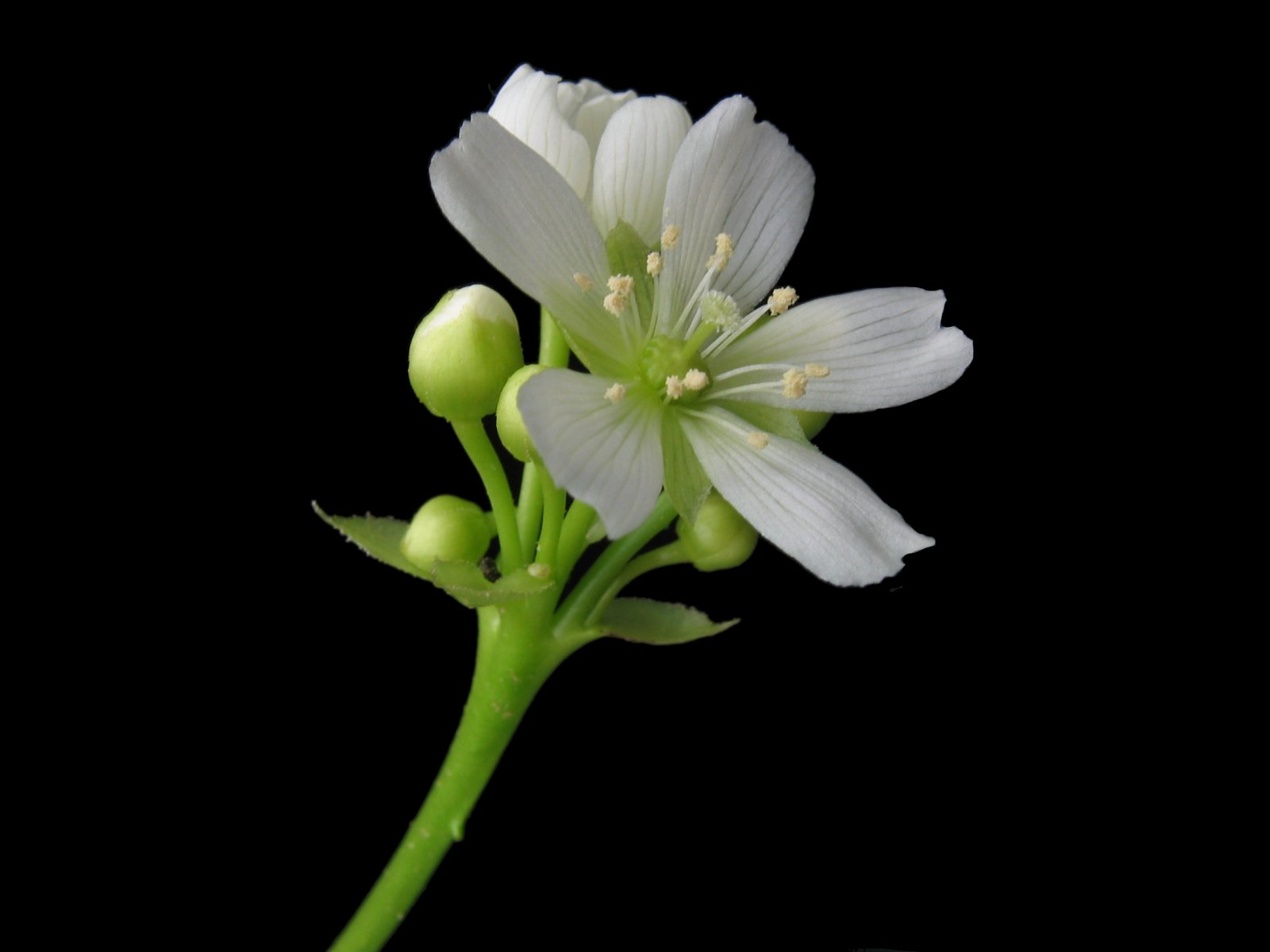
Fiore di Dionaea muscipula. Le piante carnivore necessitano di attrarre gli insetti anche per l'impollinazione dei loro fiori. Poche specie predano deliberatamente le api

Come tutte le piante, anche le carnivore possono riprodursi sia sessualmente sia asessualmente.
La riproduzione asessuata avviene mediante la produzione di gemme o tramite la divisione dei rizomi.
La riproduzione sessuata avviene mediante la formazione di fiori, che una volta fecondati origineranno i semi. Alcune specie sono ermafrodite, essendo presenti nel loro fiore sia stami sia pistilli, mentre altre sono dioiche, quindi esistono piante maschili e piante femminili. In alcune specie, come in D. capensis, è possibile l'autofecondazione, ma nella maggior parte delle piante essa è impedita da meccanismi diversi.
Poiché nella maggior parte delle piante carnivore l'impollinazione è affidata agli insetti, esse hanno dovuto sviluppare dei sistemi che impedissero l'uccisione degli impollinatori. Nelle sarracenie il fiore si sviluppa prima che vengano prodotti i nuovi ascidi dopo il riposo invernale, mentre in Dionaea il fiore si trova all'apice di un lungo stelo che lo allontana dalle trappole, la cui produzione viene interrotta durante la fioritura. Altre piante producono dei fiori i cui colori o il cui profumo attirano degli insetti di dimensioni tali da non poter essere catturati.

## Coltivazione

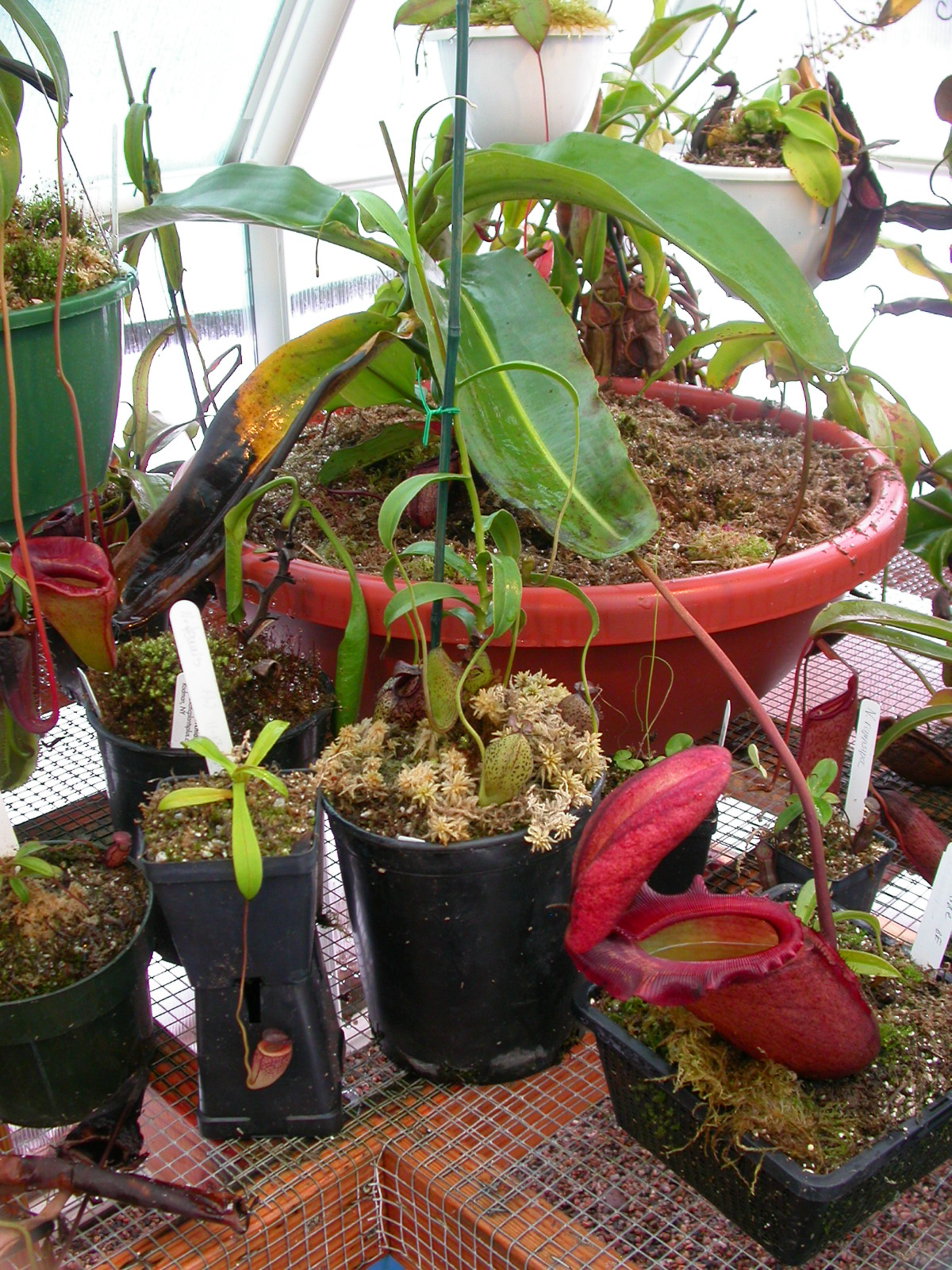
Diverse specie ed ibridi di Nepenthes in coltivazione

Sebbene le diverse specie di piante carnivore abbiano differenti richieste in termini di esposizione, umidità, terreno etc., esse condividono alcune caratteristiche comuni.
La maggior parte delle carnivore richiede acqua piovana, o acqua distillata o deionizzata per osmosi inversa.
Le acque comuni posseggono infatti minerali (in particolare sali di calcio) che possono rapidamente uccidere la pianta. Ciò è dovuto al fatto che la maggior parte delle specie carnivore si è evoluta in suoli acidi e poveri di nutrienti e di conseguenza si tratta di piante estremamente calcifughe e molto sensibili ad un eccesso di nutrienti nel terreno. Dal momento che la maggior parte di queste piante vive nei pantani, quasi tutte sono molto intolleranti ai suoli asciutti. Eccezioni sono costituite dalle drosere tuberose che richiedono un periodo di riposo estivo secco, e dal Drosophyllum che richiede condizioni più secche della maggior parte delle altre carnivore.
Le piante carnivore coltivate in esterno generalmente catturano insetti più che a sufficienza per far fronte alle proprie necessità di nutrienti. Una pianta carnivora che non cattura insetti morirà raramente, ma la sua crescita sarà ridotta. In caso di carenza si possono somministrare manualmente insetti per integrare la dieta della pianta; la somministrazione di altro tipo di nutrienti, come per esempio pezzi di carne, può portare alla morte della trappola e dell'intera pianta.
Molte piante carnivore richiedono un ambiente soleggiato, che renderà il loro aspetto migliore poiché le incoraggia a sintetizzare pigmenti antocianini rossi e violacei. Molte specie, ad eccezione delle specie di Nepenthes e Pinguicula, amano la luce solare diretta purché non sia troppo intensa, tipica delle giornate estive più calde.
La maggior parte delle carnivore vive nelle paludi e alcune in habitat tropicali e quindi necessitano di una elevata umidità. Su piccola scala, questa condizione può essere ottenuta posizionando la pianta in un ampio sottovaso riempito di acqua o semplicemente vaporizzando la pianta giornalmente. Le piccole specie di Nepenthes crescono bene in larghi terrari.
Molte carnivore dei climi temperati, sebbene non sopportino il forte gelo, possono essere poste all'esterno per la maggior parte dell'anno. Le Nepenthes sp., essendo tropicali, richiedono invece una temperatura dai 20 ai 30 °C per sopravvivere.
Le carnivore necessitano di un appropriato suolo povero di nutrienti. Molte di esse apprezzano una mistura di torba acida di Sphagnum e sabbia orticola o perlite in rapporto 3:1. La fibra coir, ricavata dalle noci di cocco, è un accettabile sostituto della torba, essendo inoltre più ecologica non sfruttando le torbiere naturali. Le Nepenthes cresceranno meglio in un compost per orchidee costituito da bark sminuzzato (40%), substrato di Sphagnum (30%) e perlite (30%).
Ironicamente, le piante carnivore sono esse stesse suscettibili alle infestazioni da parte di insetti parassiti, quali gli afidi o le cocciniglie. Anche se le piccole infestazioni possono essere rimosse direttamente con le mani, le più grandi richiedono l'intervento di insetticidi. L'alcol isopropilico è un efficiente insetticida topico; il diazinone, invece, è un eccellente insetticida non sistemico che viene ben tollerato da molte carnivore, così come il malathion, l'acephate e l'imidacloprid.
Sebbene gli insetti possano causare dei problemi, il pericolo maggiore per la coltivazione delle carnivore è rappresentato dalla botrite, o muffa grigia, una malattia causata dal fungo parassita Botrytis cinerea. Questi prospera in condizioni caldo-umide e può essere un problema durante l'autunno. In una certa misura, le piante carnivore temperate si possono proteggere da questo patogeno, ponendole in un ambiente fresco e ben ventilato in autunno e rimuovendo prontamente ogni foglia morta. Se questi accorgimenti risultassero inutili, si può intervenire con l'uso di un fungicida rameico. Altra malattia fungina molto comune tra le piante carnivore è l'oidio. Questa patologia colpisce soprattutto il Cephalotus follicularis e può essere curata irrorando la pianta con un anticrittogamico a base di zolfo. 

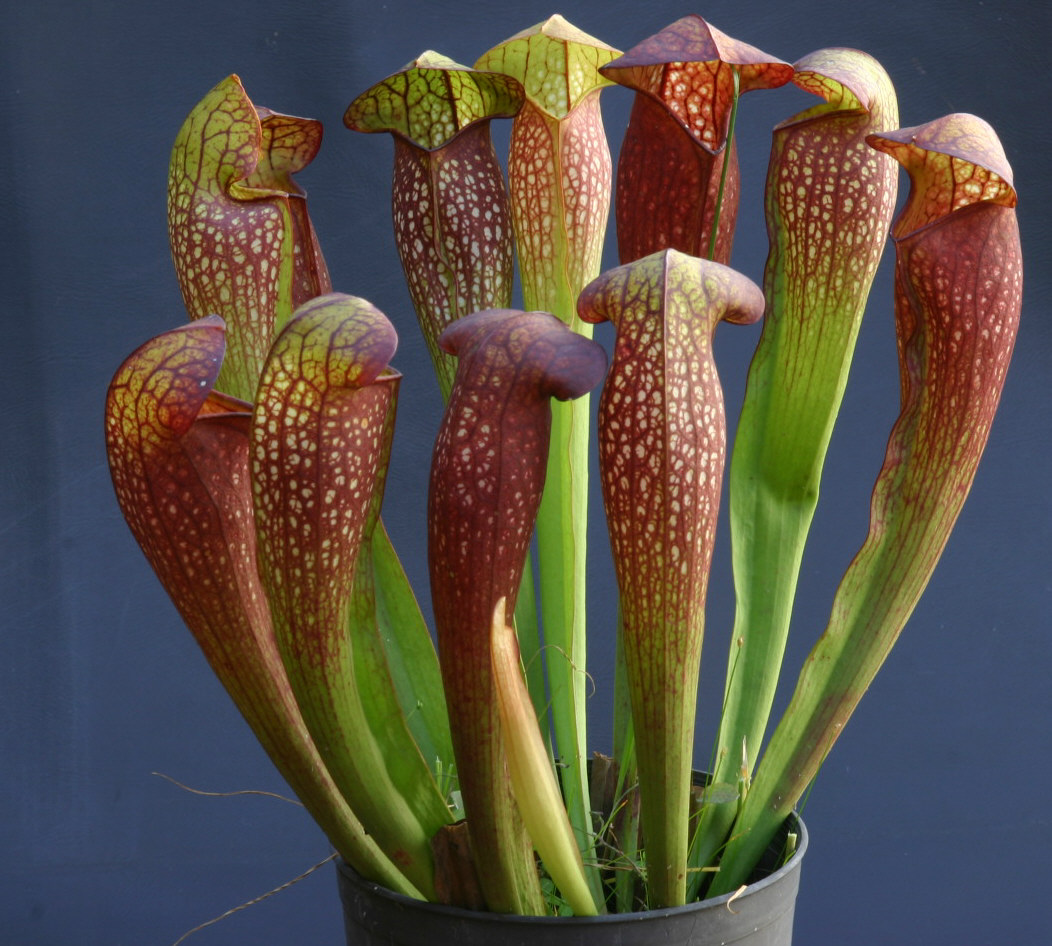
Molti ibridi e specie di Sarracenia sono tra le piante carnivore più semplici da coltivare

Per i neofiti, le più facili carnivore da coltivare sono sicuramente quelle provenienti dalle zone freddo-temperate. Queste piante cresceranno bene se lasciate sempre all'esterno, in pieno sole, sia in inverno (se la temperatura non scende frequentemente sotto i 5 °C, altrimenti è necessario utilizzare una serra fredda) sia in estate. Vanno poste in un ampio vaso con un sottovaso pieno di acqua d'osmosi inversa o piovana durante l'estate e mantenute umide d'inverno. Fra le specie più comuni ricordiamo:
- Drosera capensis: drosera dalle foglie a nastro, fiori rosa, molto tollerante ai maltrattamenti.
- Drosera binata: grandi dimensioni e foglie a forma di Y.
- Sarracenia flava: foglie venose e fiori gialli in primavera.
- Pinguicula grandiflora: fiori lilla in primavera, va in ibernazione chiudendosi in una sorta di bocciolo (ibernacolo) in inverno. Capacissima di adattarsi ad ambienti sfavorevoli.
- Pinguicula moranensis: fiori rosa, foglie non-carnivore in inverno.
- Darlingtonia californica, la pianta cobra: ha foglie dall'aspetto vistoso, con fiori viola e fiori verde limetta, ha bisogno di essere copiosamente annaffiata con acqua fredda durante i mesi estivi.

Anche la Dionea crescerà bene in queste condizioni ma avrà bisogno di maggiori attenzioni: anche se ben trattata, spesso soccombe se la muffa grigia non viene tenuta sotto controllo. Alcune Nepenthes di pianura sono molto facili da coltivare finché si provvederà a fornir loro delle condizioni caldo-umide costanti, determinate dalla posizione all'aperto e da vaporizzate regolari o dalla presenza di una vaschetta d'acqua in prossimità del vaso.
Infine, ritornando alla Dionea, poiché una volta terminata la digestione all'interno della trappola possono rimanere antiestetici rimasugli della preda, alcuni coltivatori spruzzano dell'acqua distillata vaporizzata sulla stessa inibendo il meccanismo di chiusura, per avere così la possibilità di rimuovere i resti con una pinzetta.

## Influenza nei media

### Narrativa

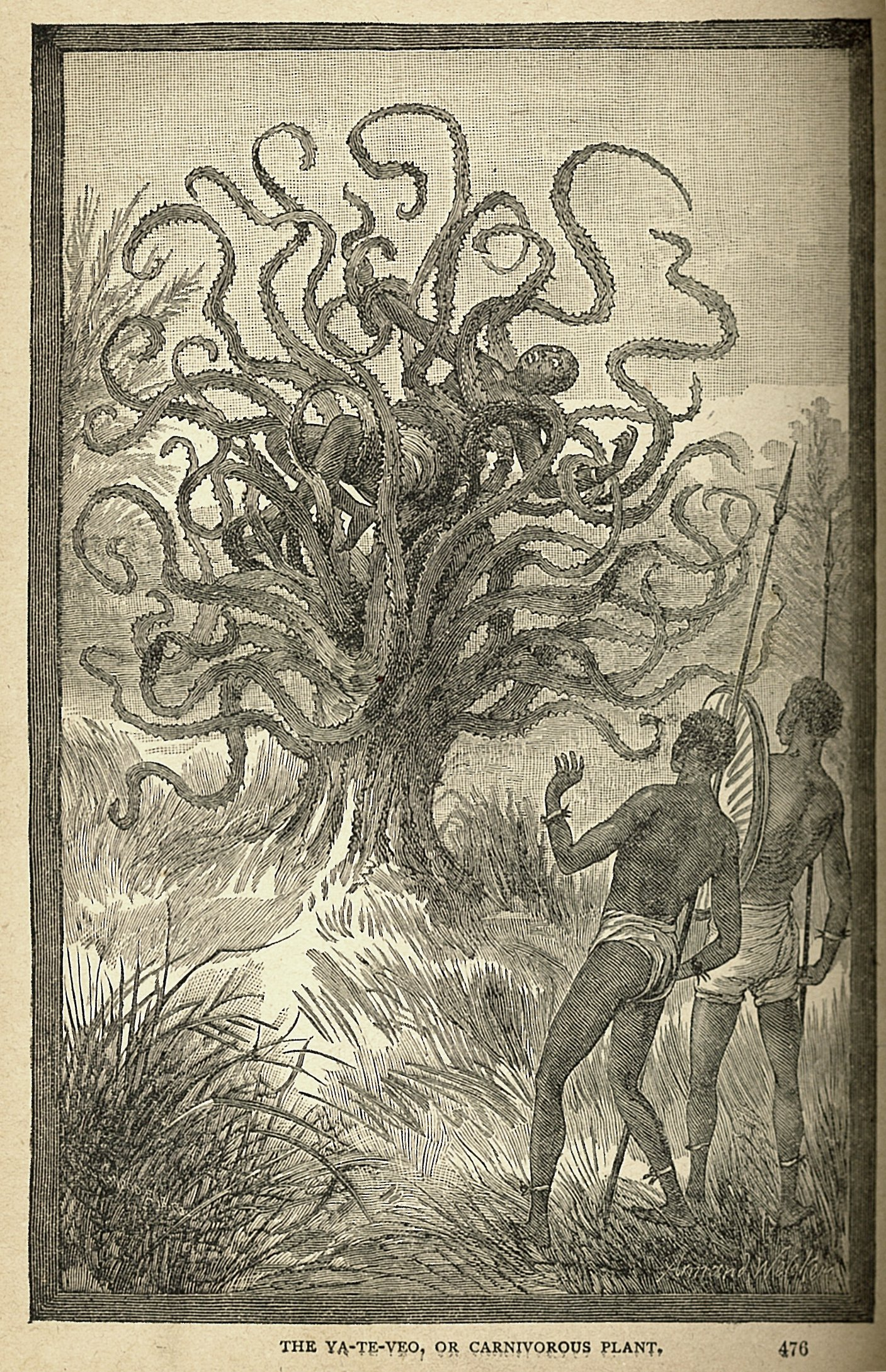
Indigeni divorati da una pianta carnivora, illustrazione di J.W. Buel, 1887.

Fin dai tempi della loro scoperta, le piante carnivore hanno suscitato un grande interesse da parte degli autori di romanzi d'avventura, dell'orrore e opere simili, specialmente con ambientazioni esotiche. Non di rado le piante carnivore appaiono di proporzioni tali da essere pericolose per l'essere umano, nonché dotate di tentacoli capaci di avviluppare una preda di passaggio. Queste storie potrebbero avere origine da presunti fatti di cronaca (mai verificati e altamente improbabili), come quello riportato il 26 settembre del 1920 da The American Weekly, secondo cui una pianta carnivora avrebbe divorato una ragazza in Madagascar nel 1878 (la stessa rivista riportò un fatto analogo che sarebbe avvenuto nel 1925 nelle Filippine).
Dal mito della pianta carnivora derivano probabilmente anche altre celebri "piante assassine"; in particolare si possono citare i trifidi del romanzo di fantascienza Il giorno dei trifidi di John Wyndham, dal quale è stato tratto il film L'invasione dei mostri verdi. I trifidi della storia sono piante capaci di sradicarsi e spostarsi da sole, uccidendo le vittime con una coda come quella dello scorpione che porta un pungiglione velenoso. Il romanzo lascia nel mistero se i trifidi siano o meno intelligenti.
Nel secondo breve racconto Fioritura di una strana orchidea contenuto in Il bacillo rubato e altri casi, raccolta di racconti di fantascienza di Herbert George Wells, pubblicata nel 1895 dalla giovane ma già affermata casa editrice londinese Methuen & Co. Wells affronta il tema del vampirismo, riproposto nella letteratura gotica da John Polidori nel 1819 e consacrato definitivamente, quasi ottant'anni dopo, nel 1897 da Bram Stoker. L'idea geniale di Wells sta nel separarsi da quello che lo stereotipo del personaggio di Dracula, introducendo un insolito tema, quello della pianta-vampiro, dimostrando ancora una volta la capacità di spaziare con l'immaginazione, per creare qualcosa di completamente nuovo.
In un romanzo della serie fantasy di Deltora di Emily Rodda vi sono piante carnivore chiamate grippers (gripper = colui che stringe, afferra). Assomigliano a bocche dentate che crescono nella terra, coperte da foglie simili a quelle dei cavoli e che si aprono per farvi cadere la vittima che ci mette i piedi sopra, considerate pericolose per le persone.
Nel romanzo Vita di Pi di Yann Martel, Pi arriva su un'isola di alghe che poi scoprirà essere carnivore.

### Cinema

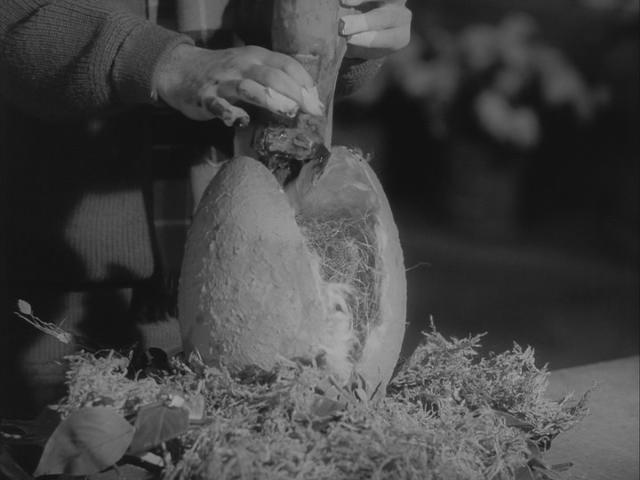
La pianta carnivora del film La piccola bottega degli orrori (1960)

- Fra gli esempi più recenti di piante carnivore nel cinema si può citare la pianta carnivora dall'appetito insaziabile della commedia horror La piccola bottega degli orrori di Roger Corman (1960).
- Nel film Jumanji del 1995, tratto dall'omonimo libro del 1981, sono rappresentate diverse piante carnivore, una delle quali è talmente grande da essere capace di catturare un'automobile per mezzo dei suoi grandi tentacoli.
- Nel film di M. Night Shyamalan E venne il giorno (The Happening), del 2008, le piante (pur non nutrendosi di carne umana) si presume attacchino le persone rilasciando nell'aria una tossina che intacca il sistema neurale costringendo le vittime a suicidarsi. Nel film il fenomeno viene spiegato come un tipico comportamento del mondo vegetale, il quale, non potendosi spostare in caso di necessità, modifica se stesso a livello chimico per modificare di conseguenza l'ambiente circostante.
- In una scena de L'era glaciale 3 - L'alba dei dinosauri, del 2009, Manny e Diego vengono inghiottiti da una pianta carnivora gigante provvista di un frutto per attirare le prede, di una trappola a scatto e di succhi gastrici.

### Altri media
- Tra i videogiochi di Super Mario della Nintendo è spesso presente un nemico denominato Pianta Piranha, simile a una Dionea. Queste piante hanno quasi sempre l'aspetto di uno stelo ricoperto di fogliame e che termina in cima con un globo verde o rosso a macchie bianche, tagliato da una fessura dall'aspetto molto simile a quello di una bocca dai denti bianchi.
- Anche alcuni Pokémon, tra cui Victreebel e Carnivine, sono evidentemente ispirati a piante carnivore dei generi Sarracenia, Nepenthes e Dionaea.
- La misteriosa "panace gigante" dà il titolo al brano musicale The return of the Giant Hogweed ("Il ritorno della panace gigante"), dell'album Nursery Cryme dei Genesis.
- Nel fumetto e nelle serie animata Monster Allergy esiste una pianta carnivora che abita tra le fogne di Oldmill-village e Bibburg inizialmente si mostra cattiva ma poi diventerà alleata di Zick e Elena aiutandoli in diverse avventure.
- Nella serie di videogiochi Piante contro zombi la pianta "Masticazombie" e tutte le sue varianti sono delle piante carnivore della specie di Dionaea muscipula.